# Egelsee (Stuttgart)
Der Egelsee ist ein künstlicher See, eingebettet in eine „Kunst-Garten-Landschaft“ am Wartberg in Stuttgart. Die Wasserspiele des Sees wurden von dem Bildhauer Hans Dieter Bohnet entworfen, die landschaftsarchitektonische Ausgestaltung des Geländes erfolgte nach den Plänen des Landschaftsarchitekten Hans Luz.

## See
Am Hang des Wartbergs entspringen im Westen zwei Bäche, die zur östlich gelegenen Talmulde des Wartbergs hinabfließen und sich bei der Kunststation Grottenloch zu einem Bach vereinigen. Dieser mündet in den „Krebsschwanz“, eine Kaskade von vier Teichen, die in den Egelsee einmündet. Der See besteht aus einem langen, rechteckigen Becken, das sich in die Talmulde schmiegt, und endet an den Schmalseiten in zwei kreisrunden Seen, dem Kugelsee mit einem Kugelspringbrunnen im Westen und dem Fontänensee mit einer Wasserorgel im Osten.

## Ufer
Während das Südufer des Sees durch Wildstauden und einen Felsenbrunnen eine naturnahe Prägung erhielt, wurde das Nordufer künstlich gestaltet. Der teilweise modellierte Boden ist von Rasen bedeckt, und in einem stilisierten Lindenhain im Osten entspringt eine durchlaufende Wasserrinne, die von einer Abfolge quirliger und verspielter Springbrunnen, Sprudler, Wasserbatterien und Wasserkanonen gesäumt wird. Sie werden ebenso wie der Kugelsee und die Wasserorgel durch eine computergesteuerte Choreografie synchronisiert. Den nördlichen Randbereich des Ufers gliedern Hainbuchenbosketten, die Ruhebereiche und Brunnenanlagen einschließen.

## Kunststation
Die Kunststation Egelsee (auch: Rund um den Egelsee) ist eine der Kunststationen, die zur Internationalen Gartenbauausstellung 1993 (IGA '93) in der Parklandschaft des Grünen U in Stuttgart errichtet wurden und nach der Ausstellung erhalten blieben.
Siehe auch: Navigationsleiste Kunststationen in Stuttgart.
Hans Dieter Bohnet schuf außer der Kunststation Egelsee die Kunststationen Unter den Stangen und Im Keuper, beide am Hang des Wartbergs.
Hinweise:
- Ziffern in Klammern, z. B. (12), verweisen auf die entsprechenden Nummern im Plan des Wartberggeländes.
- Buchstabenkürzel in Klammern, z. B. (Ku), verweisen auf die entsprechenden Stellen im Plan des Egelsees.

## Lage

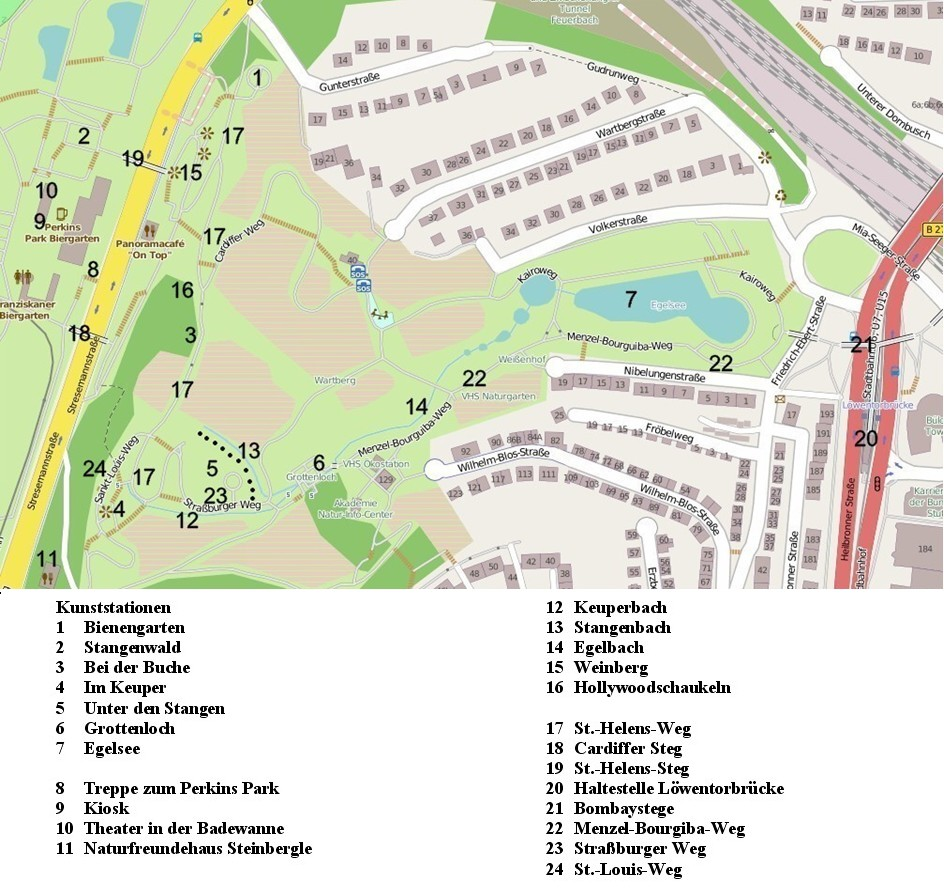
Plan des Wartberggeländes.

Die Kunststation Egelsee (7) liegt in der östlich gelegenen Talmulde des Wartbergs.
Der Wartberg liegt im Stuttgarter Stadtbezirk Stuttgart-Nord und fungiert innerhalb des Grünen U, einer geschlossenen Grünanlage von acht Kilometern Länge, als Bindeglied zwischen dem Leibfriedschen Garten und dem Rosensteinpark im Osten und dem Höhenpark Killesberg im Westen.
Hinweis: Keuperbach (12), Stangenbach (13) und Egelbach (14) sind keine offiziellen Bezeichnungen, sondern dienen hier zur Unterscheidung namenloser Bäche am Wartberg.

## Zugang
Das Kunststation kann man u. a. auf den folgenden Wegen erreichen (beide Wege sind auch für Behinderte geeignet):
1. Direkter Weg: Von der Stadtbahnhaltestelle Löwentorbrücke (20) aus folgt man der Rampe hinauf zu den Bombaystegen (21). Über den linken Zweig der Stege gelangt man zu der Aussichtsbastion (B) am Egelsee.
2. Von den Quellbächen zum Egelsee: Mit der Buslinie 57 gelangt man von der Haltestelle Killesberg (Richtung Robert-Bosch-Krankenhaus) oder von der Haltestelle Pragsattel (Richtung Killesberg) zur Haltestelle Höhenfreibad. Bei der Fußgängerampel, an der Ecke zwischen Stresemannstraße und Gunterstraße, biegt man rechts in den St.-Helens-Weg (19) ein und folgt diesem bis zum Straßburger Weg (23). Dieser führt parallel zum Keuperbach (12) zur Kunststation Grottenloch (6), wo sich die beiden Quellbäche, Keuperbach und Stangenbach (13), zum Egelbach (14) vereinigen. Man folgt dem Menzel-Bourgiba-Weg (22), der den Egelbach begleitet, und gelangt am Krebsschwanz (Kr) vorbei zum Kugelsee (Ku).

## Vorgeschichte
Nachdem die Stadt Stuttgart 1984 den Zuschlag zur Veranstaltung der IGA '93 erhalten hatte, wurde 1986 ein Ideen- und Realisierungswettbewerb ausgeschrieben mit dem Ziel, „zwischen den »erprobten«, denkmalgeschützten Anlagen Rosensteinpark und Höhenpark Killesberg eine durchgehende Erholungslandschaft mit sicheren Gehwegbeziehungen zu den benachbarten Wohngebieten und Stationen der öffentlichen Nahverkehrslinien zu schaffen“.
Den ersten Preis erhielt die Planungsgruppe um den Landschaftsarchitekten Hans Luz. Den Beifall der Jury fand auch die Idee, in der Wartbergmulde einen künstlichen See anzulegen: „Gut ist die Überleitung in die Mulde mit dem im Schwerpunkt angelegten See, bei dem die Rückgratbildung vor der Volkertstraße hervorzuheben ist.“ Die Planungsgruppe um Hans Luz wurde 1988 mit der weiteren Planung und später mit Realisierung des Egelseebereichs beauftragt. So wurde das „früher kaum zugängliche Gelände“ mit der ehemaligen Gärtnerei Nirk ein „Naherholungsgebiet“.
„Die ursprüngliche Idee und wesentlicher Baustein des Gesamtkonzeptes, auch die Dachwässer der in der Nähe liegenden Messehallen in einer Binsenkläranlage zu reinigen und in das System einzuleiten, konnte leider nicht realisiert werden.“ Die Messehallen wurden jedoch im Jahr 2007 abgerissen, so dass sich dieser Punkt der ursprünglichen Planung nachträglich erledigte.
„Ein weiterer wichtiger Aspekt, die Aerifizierung“ konnte jedoch „einigermaßen“ umgesetzt werden durch die Anlage des Krebsschwanzes, eine kaskadierende Abfolge von Teichen im Vorfeld des Sees, und die umfangreichen Wasserspiele, die das Wasser in ständiger Bewegung halten, und damit dem See auch einen „wichtigen gewässerökologischen und kleinklimatologischen Sinn“ verleihen.

## Gelände

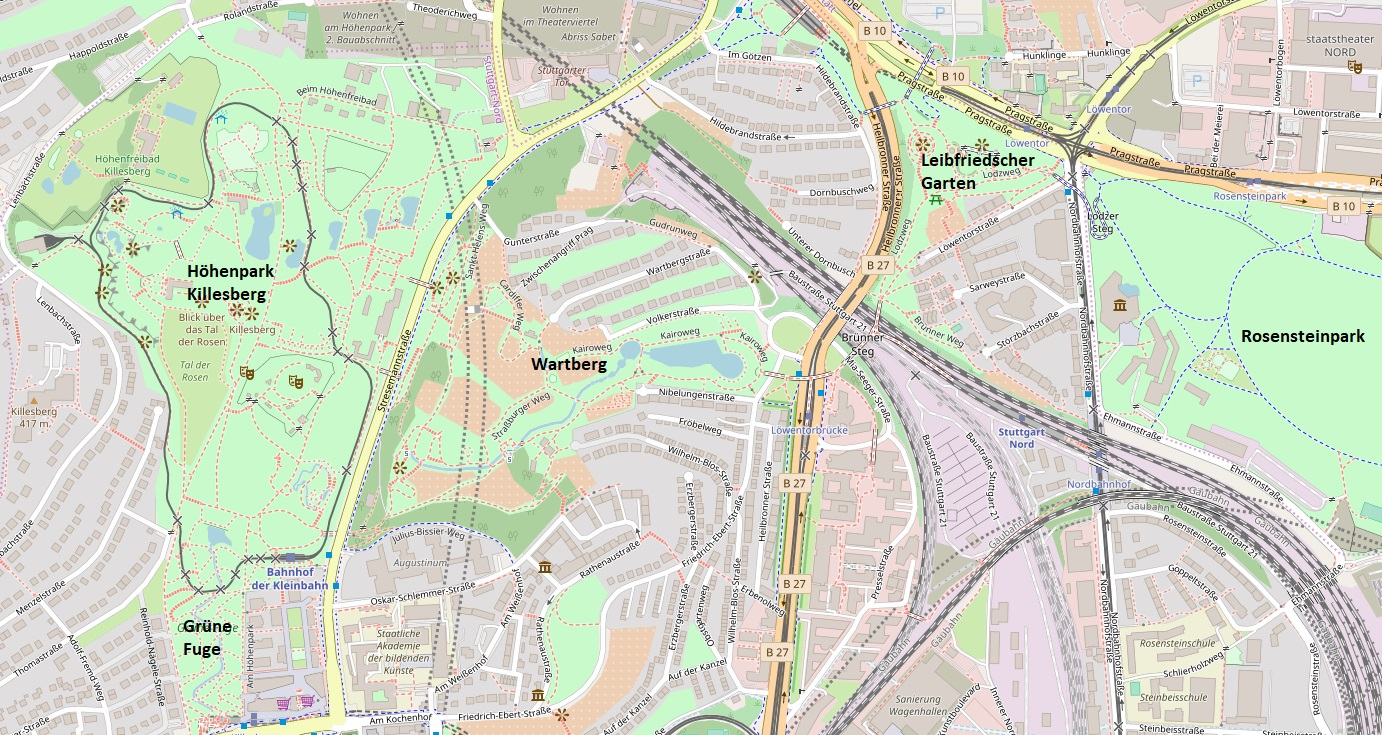
Plan des Grünen U, westlicher Teil vom Höhenpark Killesberg bis zum Rosensteinpark.

Der Egelsee liegt in einer Mulde, in die das Wartberggelände nach Osten hin ausläuft.
Der Wartberg ist ein Teil der Parklandschaft des Grünen U und liegt zwischen dem Höhenpark Killesberg im Westen und dem Rosensteinpark im Osten, der zur IGA '93 über den Leibfriedschen Garten mit dem Wartberg verbunden wurde. Vor der IGA trennte die vielbefahrene Stresemannstraße den Höhenpark wie ein Damm vom Wartberg, zur IGA wurden die beiden Parks durch zwei Stege miteinander verbunden. Der Wartberg fällt von der Stresemannstraße etwa 60 m nach Osten zur Wartbergmulde hin ab, die mit dem Egelsee endet. Die Mulde setzt sich bis zur Heilbronner Straße fort, die als Barriere zum Leibfriedschen Garten wirkt, aber zur IGA ebenfalls durch Stege überbrückt wurde.

## See
Die 4.500 m² große Wasserfläche des Egelsees „ist von besonderer Bedeutung für den Park. Sie ist Vorflut für sämtliche Oberflächenwässer und deshalb als Retentionsfläche mit schwankendem Wasserspiegel ausgelegt, die auch starke Niederschläge aufnehmen kann.“ „Einem wichtigen Belüftungsaspekt der Gewässer dienen einerseits der sogenannte ‚Krebsschwanz‘, eine gestaffelte Abfolge von Teichen mit entsprechenden kleinen Abstürzen und andererseits umfangreiche Wasserspiele, die im und am See konzipiert sind. Durch eine Vielzahl von Düsen, Speiern, Sprudlern und Fontänen, die ‚eine akustische und optische Wassersymphonie‘ bilden, ist das Wasser in ständiger Bewegung und erhält damit neben der räumlichen, gestalterischen Funktion zusammen mit der Wasserfläche auch seinen gewässerökologischen und kleinklimatologischen Sinn.“
Das Nordufer wurde mit Wasserspielen, künstlichen Rasen, Alleen und Bosketten neu gestaltet, das Südufer mit Felsenbrunnen, Röhricht und Uferrandstauden wurde naturnah umgestaltet. Den Egelsee und seine Ufer bevölkern Stockenten, Graureiher, Grünfüßige Teichhühner und bisweilen auch Schwäne, und im Schutz von Gitterkäfigen wachsen und blühen Seerosen im See.

## Rundgang

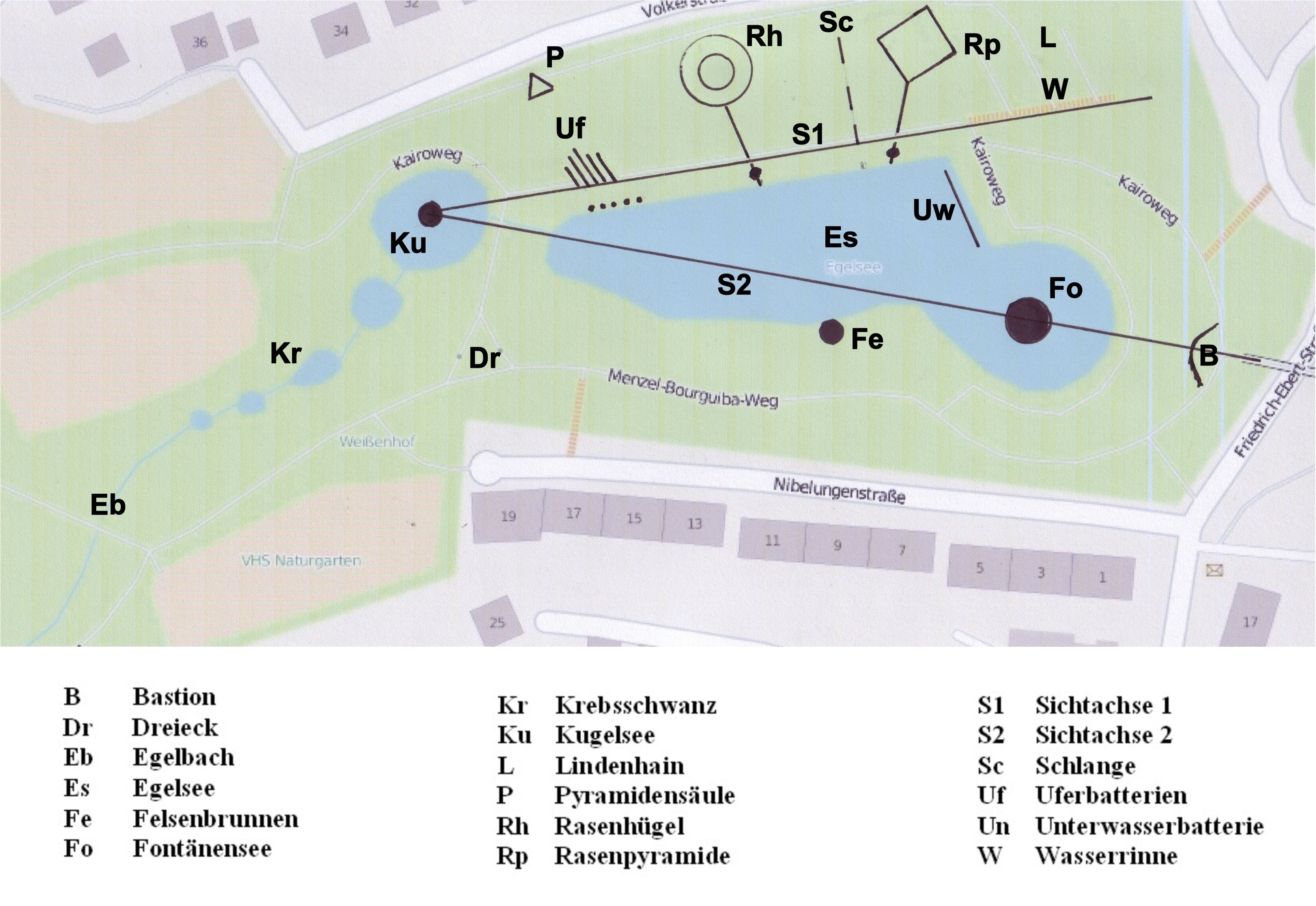
Plan des Egelsees.

Dieser Abschnitt beschreibt das Gelände und die Wasserspiele rund um den Egelsee. Der Rundgang beginnt bei der Bastion (B), auf die man von den Bombaystegen (21) aus gelangt, umrundet das Nordufer mit seinen Wasserspielen, biegt am Kugelsee (Ku) ab und läuft am Südufer entlang bis zum Fontänensee (Fo) unterhalb der Bastion.

### Bastion
Von der Stadtbahnhaltestelle Löwentorbrücke (20) aus gelangt man über eine Rampe hinauf zu den Bombaystegen (21). Der linke Arm der Bombaystege führt durch ein „Tor“ von je drei Pförtnerpappeln zur Aussichtsbastion (B) am Egelsee (siehe auch: Zugang, Weg 1). Die kleine Aussichtsplattform wird von einer abgerundeten Bastionsmauer gestützt. Sie liegt einige Meter über dem Niveau des Egelseegeländes und gestattet einen Panoramablick auf den See und das umgebende Gelände.
Nach den ursprünglichen Plänen der IGA-Planungsgruppe um Hans Luz sollte „die Achse der Brücke [Löwentorbrücke] … über eine lang gezogene, abwechslungsreiche, unterschiedlich breite Wiese auf die Blutbuche ausgerichtet“ werden. Diese Sichtachse hätte den direkten Blick von der Bastion auf die Kunststation Bei der Buche ermöglicht. Der Plan scheiterte am Einspruch der Ökologen, gegen den sich die Planungsgruppe nicht durchsetzen konnte: „Aber für uns Planer war und ist der Wegfall einer optisch wahrnehmbaren großen Wiese zur Blutbuche und ein kompliziertes Wegesystem … immer noch ein betrüblicher Abstrich an unserer Grundkonzeption.“

### Lindenhain
Der Kairoweg säumt das nördliche Ufer des Egelsees. Er beginnt bei der Bastion (B), umrundet zuerst die rechte Hälfte des Fontänensees (Fo), stößt dann an eine Ecke des Lindenhains und setzt sich nach links geradlinig fort entlang dem Nordufer des Egelsees.
Das Karree des Lindenhains gliedert sich in drei streifenförmige Plateaus, die quer zur Längsachse des Egelsees verlaufen und über die ganze Breite mit fünfstufigen Treppen verbunden sind. Auf den Plateaus reihen sich hochstämmige Kugellinden zu einer vierspurigen Allee, in der hockerartige Betonzylinder hie und da zum Ausruhen im Schatten der Bäume einladen.

### Wasserrinne
Am rechten Rand des Lindenhains entspringt aus einer schnabelförmigen Edelstahlplatte eine künstliche Quelle, die sich in ein kreisrundes Becken ergießt und dann in einer Rinne bis zum Ende des Lindenhains weiterfließt und dort auf den Kairoweg trifft. Die Wasserrinne (W) wird zu beiden Seiten von einem breiten Fußweg flankiert. Edelstahlwände mit amöbenförmigem Umriss überbrücken wie Geländer die Übergänge an den Treppen.
Die Wände sind durch ein in den Boden eingelassenes Edelstahlband miteinander verbunden, das sich am Ende der Wasserrinne auf dem Kairoweg bis zum Kugelsee (Ku) fortsetzt und den Weg in zwei Streifen teilt. Das Band markiert den Verlauf der unterirdisch weitergeführten Wasserrinne und gleichzeitig einen Teil der Sichtachse, die an der Quelle der Wasserrinne ihren Anfang nimmt und sich im Kugelsee mit einer zweiten Sichtachse schneidet, die mit der Längsachse der Bombaystege (21) und der Bastion (B) beginnt und der Länge nach über den See hinweg verläuft.

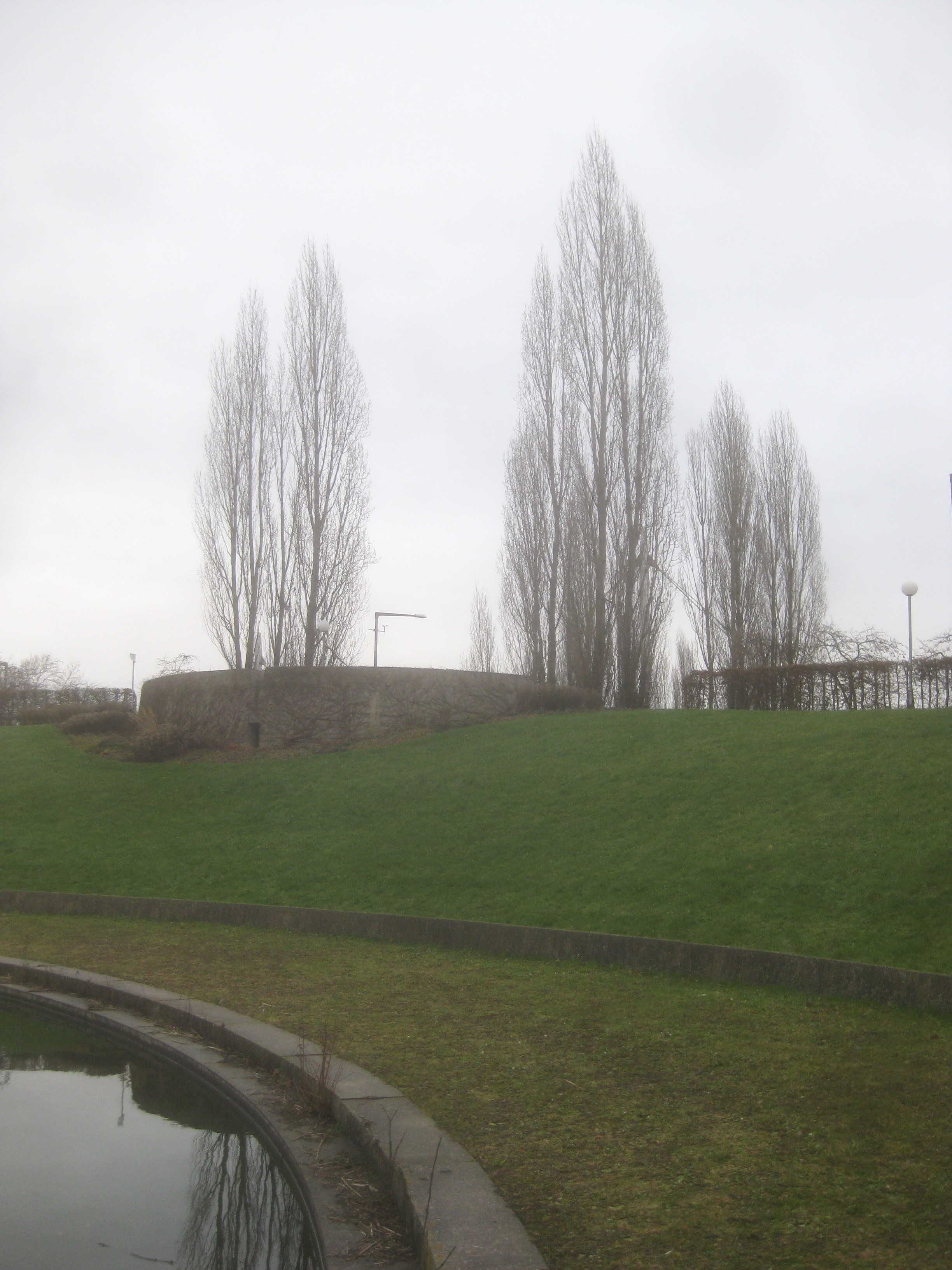
Bastion.
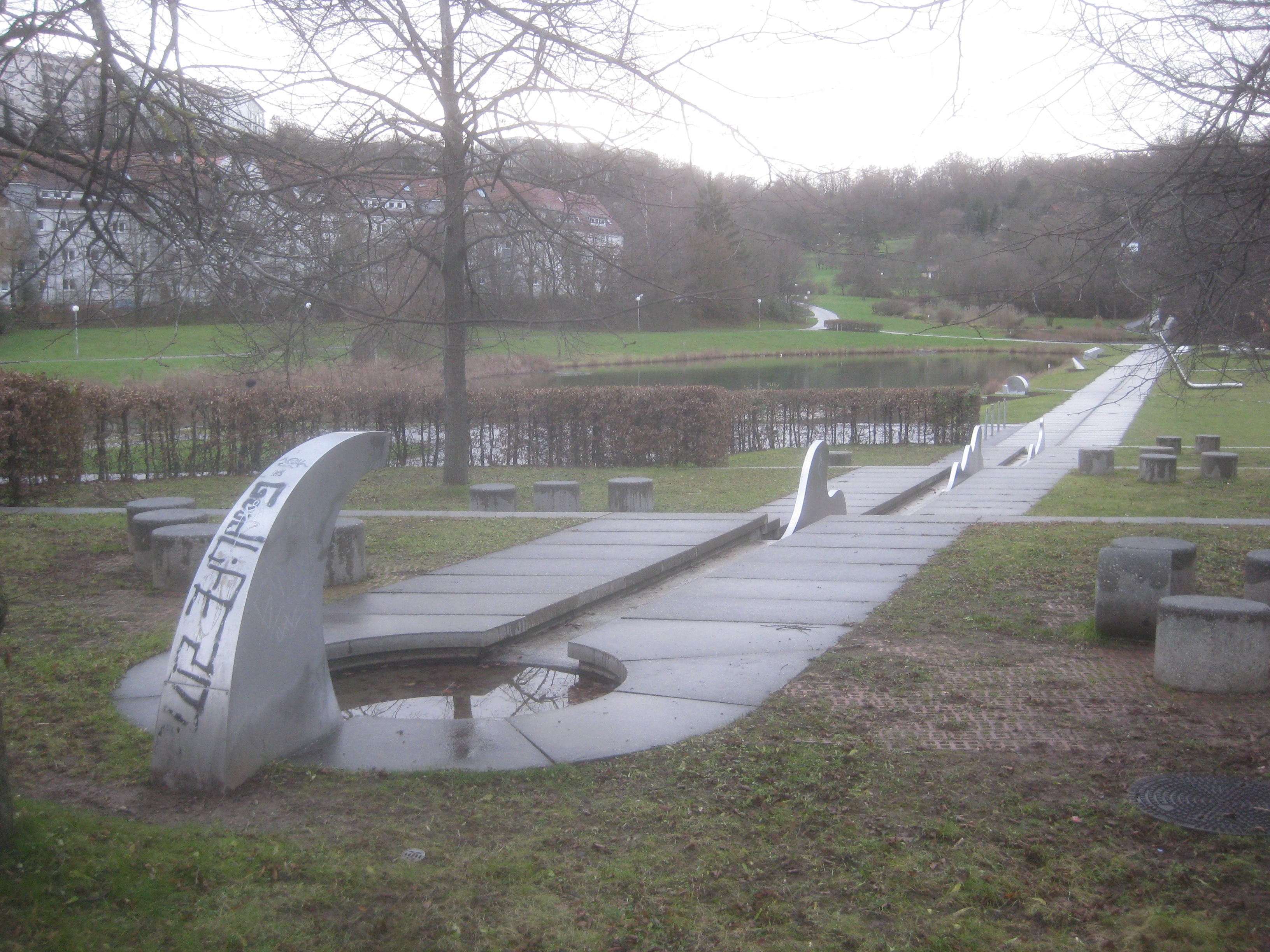
Wasserrinne, von der Quelle bis zum Kugelsee.
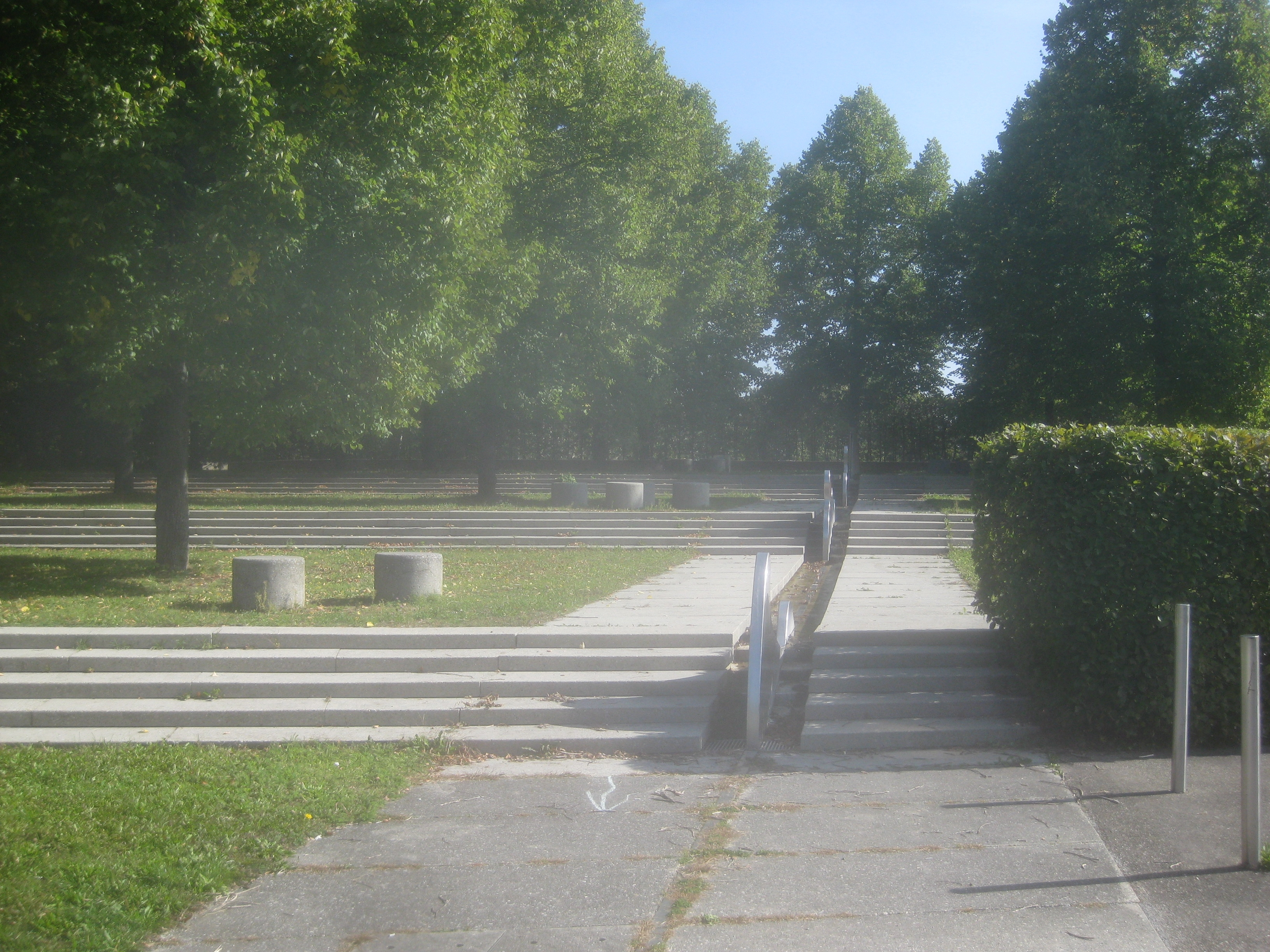
Lindenhain mit Wasserrinne.
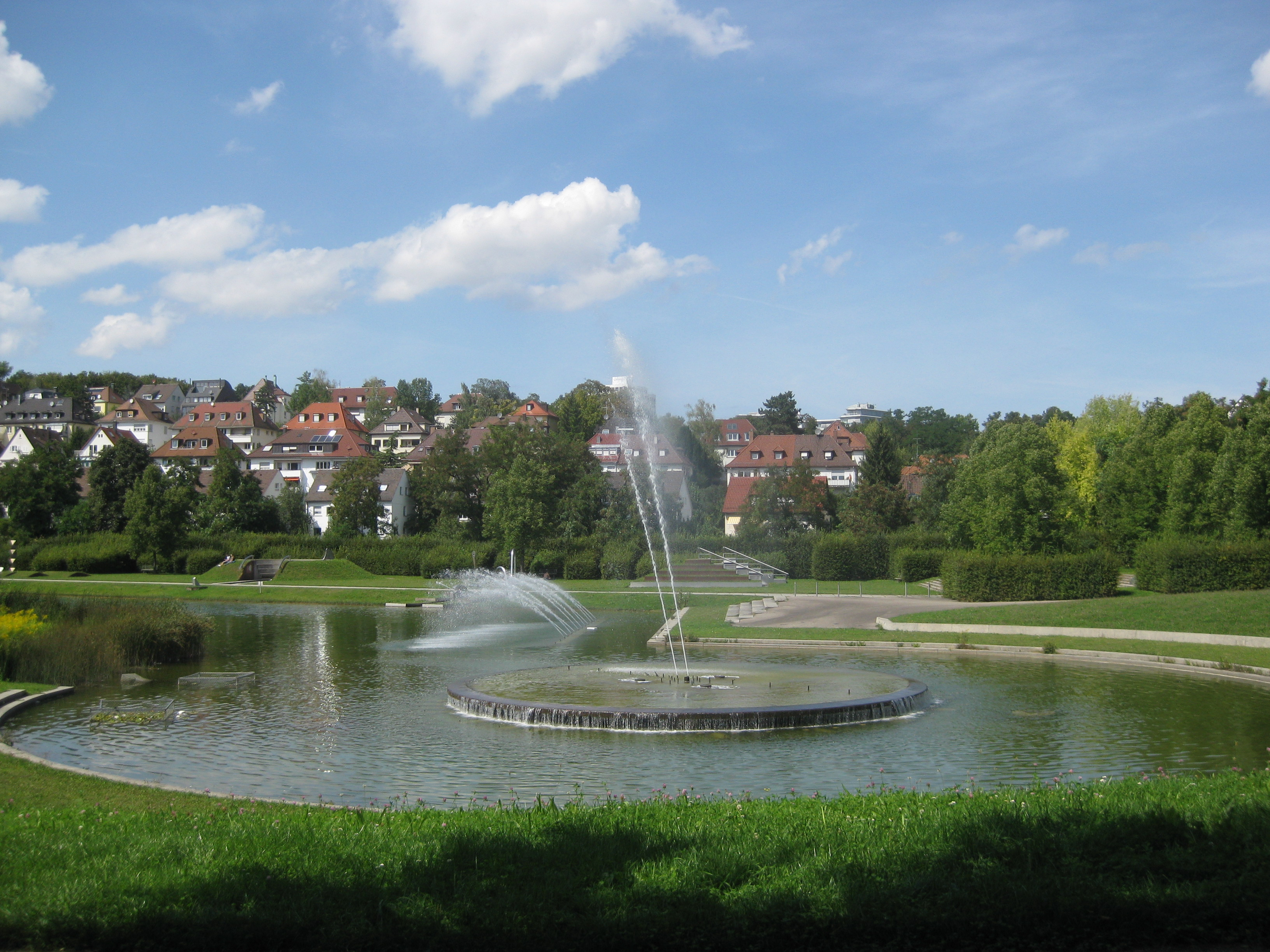
Fontänensee und Unterwasserbatterie (links hinter der Fontäne).

### Unterwasserbatterie
An der Schmalseite des Egelsees, die dem Kugelsee gegenüberliegt, ist eine Unterwasserbatterie (Uuw) mit 13 Wasserkanonen installiert, die ihre Wasser in hohem Bogen in Richtung Kugelsee (Ku) verschießen. Zurzeit sind nur fünf der 13 Kanonen funktionsfähig (Stand: August 2016).

### Rasenpyramide
Im Anschluss an den Lindenhain trifft man rechts vom Kairoweg auf die Rasenpyramide (Rp), eine fünfstufige, mit Rasen bedeckte Stufenpyramide mit einer Seitenlänge von ca. 11 m. Sie besteht aus fünf aufeinandergesetzten quadratischen Kästen, die mit Erde gefüllt sind und deren Seitenlänge von Stufe zu Stufe abnimmt. Jeder Kasten wird von rostbraunen Stahlblechen gerahmt und ist mit Rasen bepflanzt, so dass sich die Pyramide aus der Vogelperspektive kaum von der Umgebung unterscheidet.
Das hintere Viertel ist aus der Pyramide „herausgeschnitten“ und diagonal nach hinten gerückt, so dass ein rechtwinkliger Durchgang zwischen den beiden Teilen der Pyramide entsteht. Die Innenwände des Durchgangs sind mit Edelstahlplatten ausgekleidet, die mit Stufengeländern abschließen. Diese werden von handlaufähnlichen Edelstahlrohren bekrönt, die zwei parallele Pfeilformen bilden und mit ihren Spitzen zum See hin zeigen.
In der Ecke des Durchgangs strahlte früher eine Fontäne aus über 20 Düsen senkrechte Fontänen in die Luft; dieser Teil der Pyramide scheint aber – zumindest zeitweilig – stillgelegt zu sein. An den mittleren drei Stufen der Innenwände sind in Stufenhöhe Wasserschütten angebracht (insgesamt 12), die aus einem Schlitz das Wasser wasserfallartig auf den Kiesweg des Durchgangs schütten. Das Wasser fließt von dort nach außen in den seichten Graben, der die Pyramide umgibt, sammelt sich schließlich an der vorderen Spitze der Pyramide und fließt zum Egelsee hin ab. Am Kairoweg fließt das Wasser unter einem Gitter hindurch, so dass die Spaziergänger ihren Weg trockenen Fußes fortsetzen können, und ergießt sich dann über eine vielstufige Treppe in den Egelsee. Das Stufenmotiv der Pyramide wird von einer dreistufigen Rasentreppe wieder aufgegriffen, die die Abflussrinne zu beiden Seiten flankiert. Auf der mittleren Stufe der Abflussrinne erhebt sich eine kreisförmige Edelstahlscheibe, die als Wasserkanone ihr Wasser in den See verschießt.
Heute ist die Rasenpyramide als Brunnen stillgelegt und die Rinne mit Sand aufgefüllt; Wasser wird hier nicht mehr fließen. Die Wassertreppe hin zum Egelsee wird allerdings durch eine separate Wasserversorgung weiter betrieben.

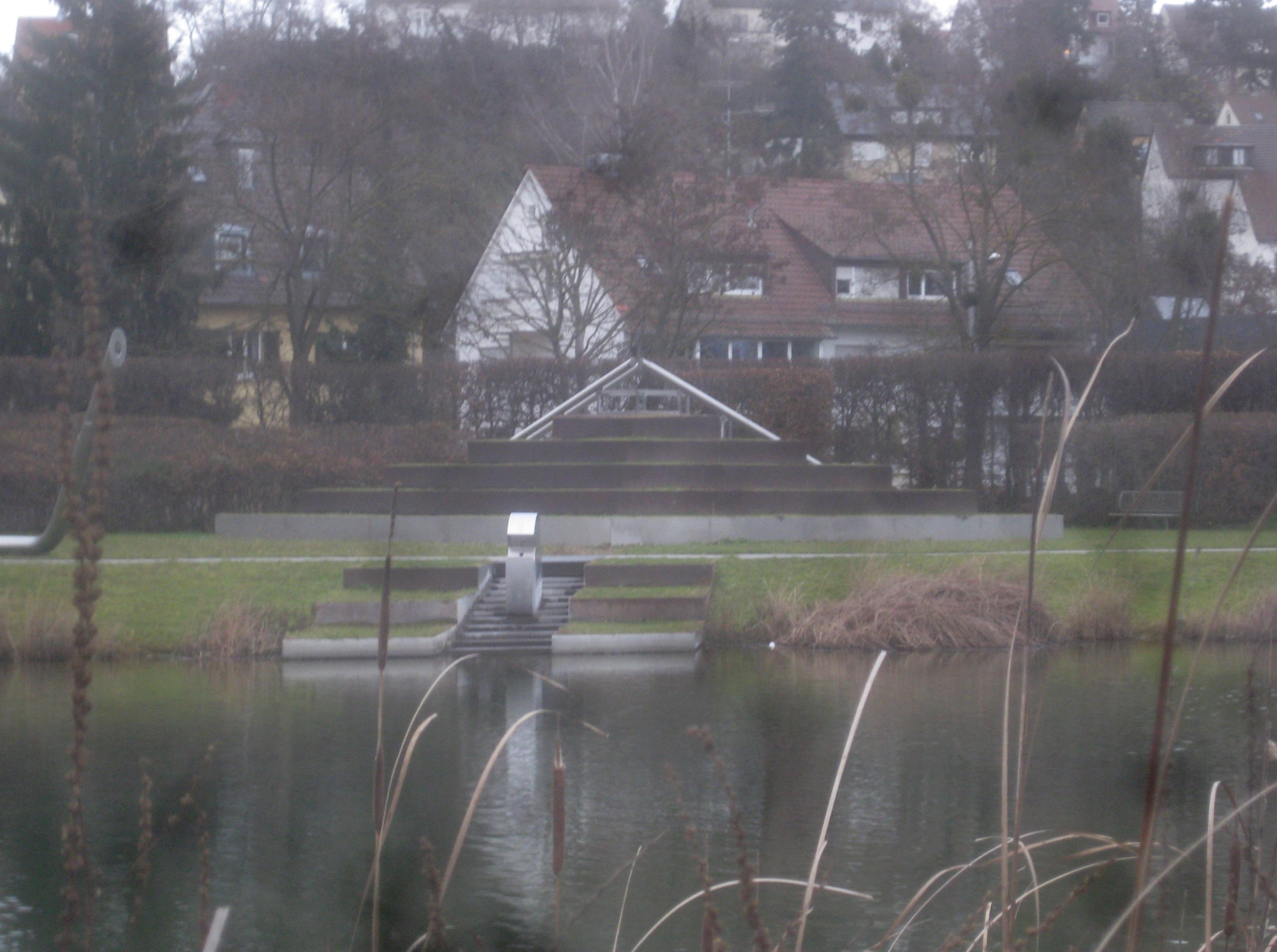
Rasenpyramide, vom Südufer des Egelsees aus.
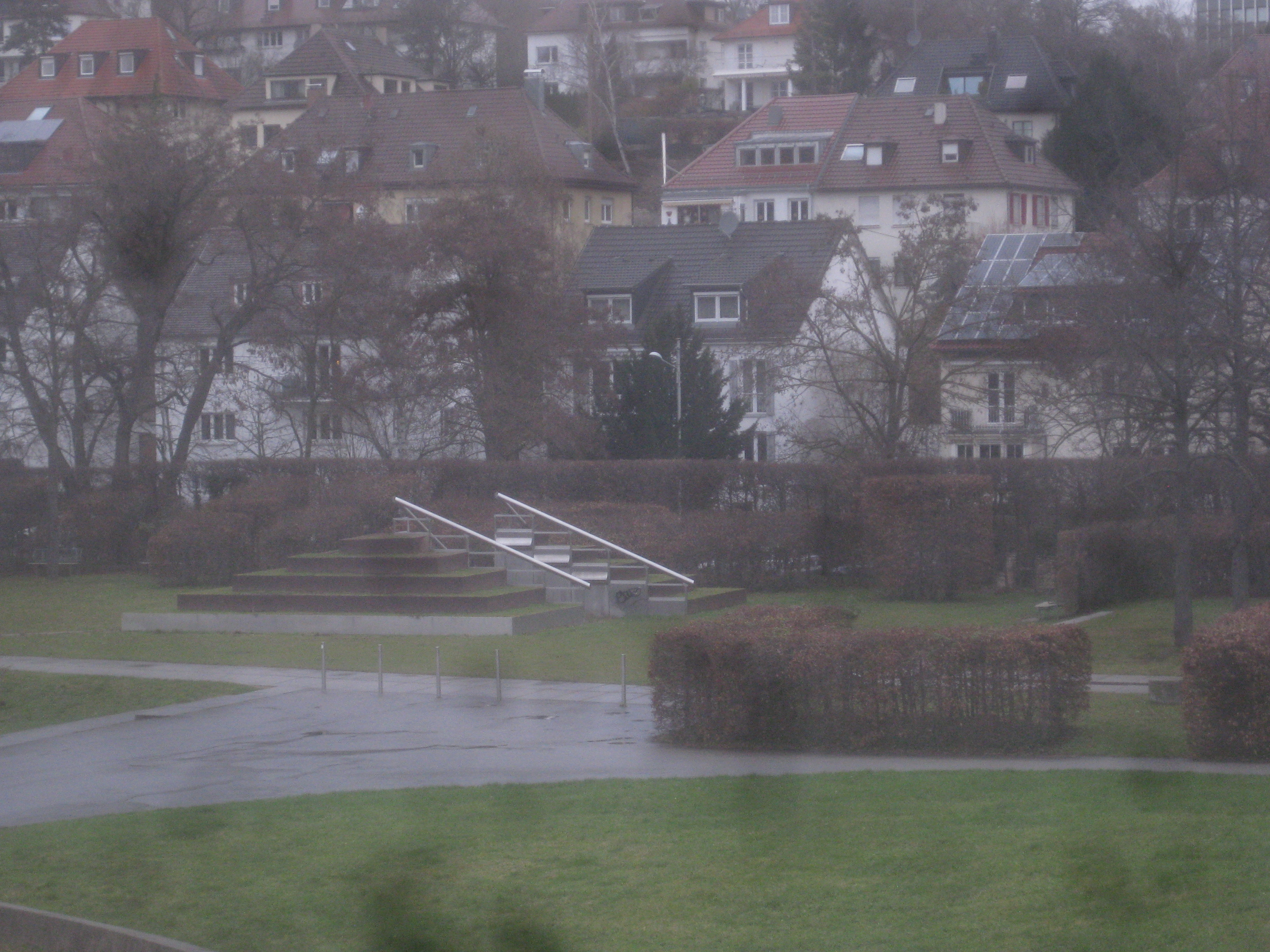
Rasenpyramide, vom Nordufer des Egelsees aus.
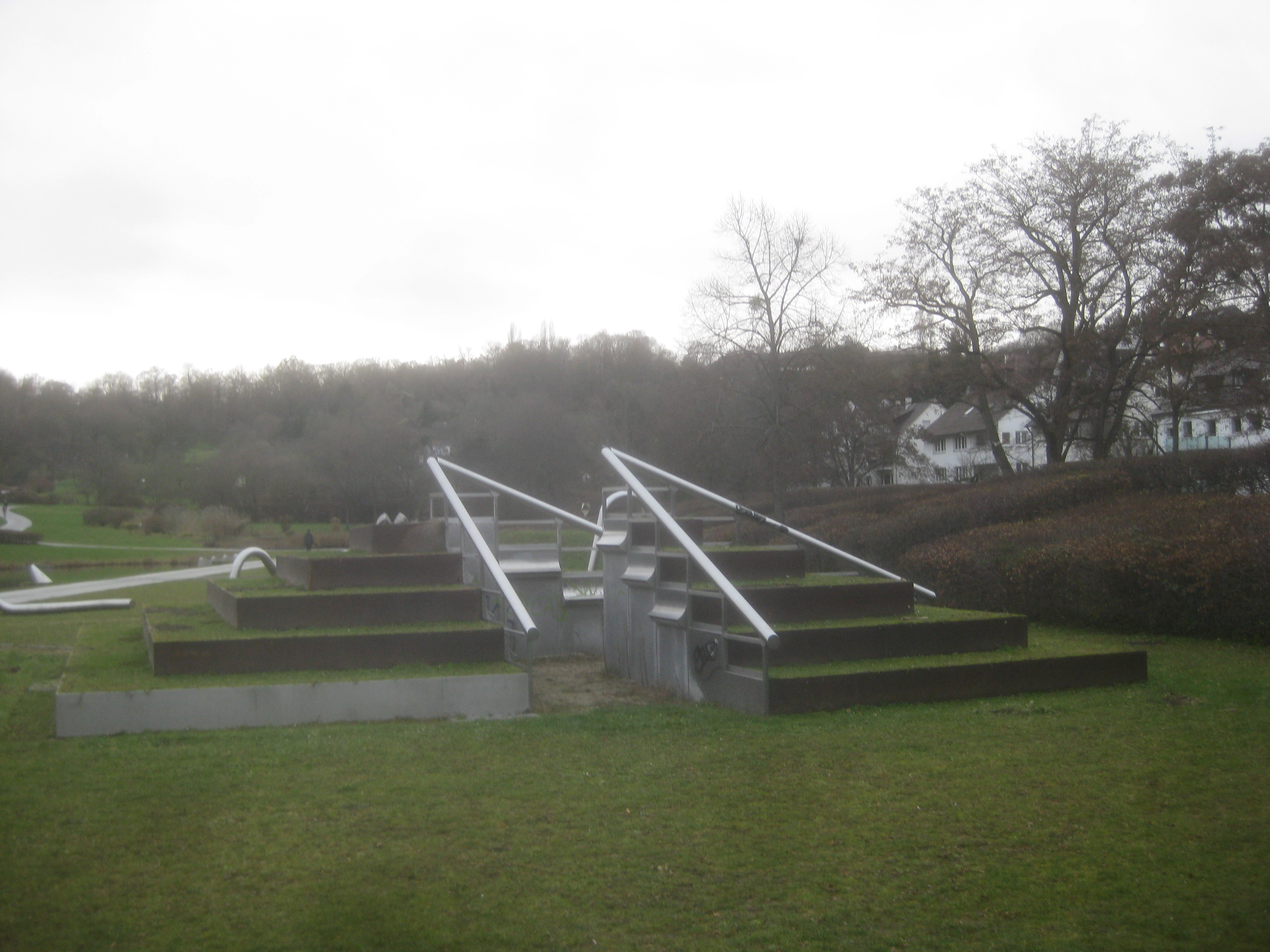
Rasenpyramide, vom Lindenhain aus.
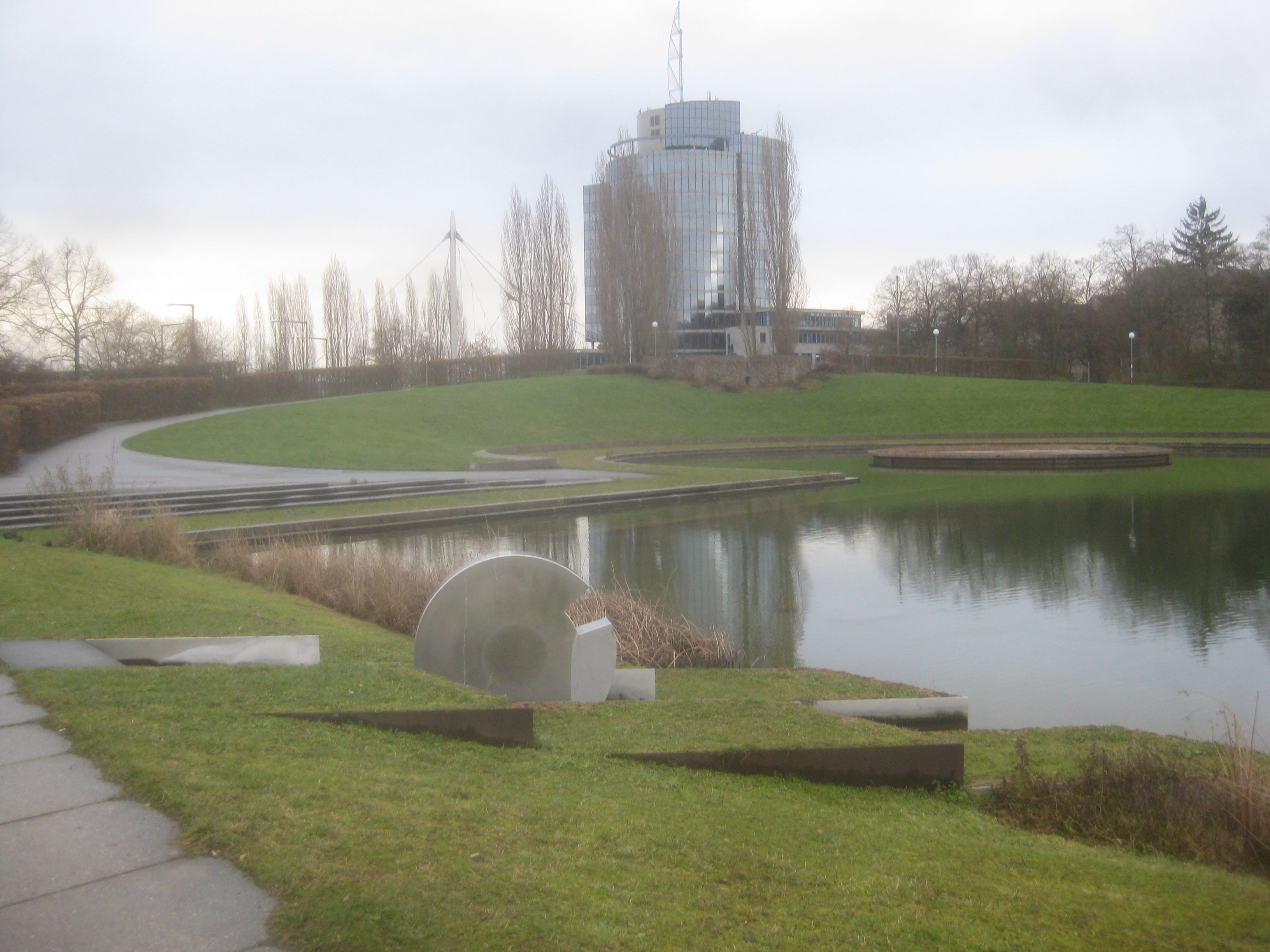
Vorn: Wasserkanone bei der Rasenpyramide.

### Schlange
Auf die Rasenpyramide folgt eine dreigeteilte Schlange (Sc) aus dicken Edelstahlrohren mit einer Gesamtlänge von ca. 20 m. Ihr Schwanzstück steigt wie ein hoher Torbogen aus der Erde und ringelt sich am anderen Ende ebenerdig auf das Mittelstück zu, das nach kurzer Unterbrechung die Bewegung wieder aufnimmt und sich in einem sanfteren und niedrigeren Bogen in die Erde senkt. Das dritte Bruchstück der Schlange kriecht eine kurze Strecke über den Boden und bäumt sich dann kurz vor dem Kairoweg fast senkrecht in die Höhe. Aus einer Düse an der Mündung dieses Rohrs spuckt die Schlange in hohem Bogen einen Wasserstrahl über den Kairoweg hinweg in den Egelsee. Der dabei entstehende Sprühnebel ist im Sommer für viele Passanten eine angenehme Erfrischung.
Die Schlange ist zurzeit, wie auch in den vergangenen Jahren, stillgelegt; lediglich im Jahre 2015 war sie etwa ein halbes Jahr lang in Betrieb. Dabei stellte sich heraus, dass durch die zu starke Streuung des Strahls an der Austrittsöffnung der komplette Weg- als auch der Rasenbereich um die Schlange herum überschwemmt wurde. Dies stellte ein Problem dar, da sowohl der Kairoweg, als auch der sich im überschwemmten Gebiet befindende Verbindungsweg aus dem Gelände heraus zur angrenzenden Volkerstraße von Passanten stark frequentiert werden. Auch die Rasenstufenkonstruktion der Wasserkanone in Höhe der Rasenpyramide (Rp) wurde durch die ständige Bewässerung durch die Schlange in Mitleidenschaft gezogen, sodass dort alsbald kein Gras mehr wuchs.

### Rasenhügel
Als nächstes Objekt erhebt sich ein kuppenförmiger, runder Hügel (Rh) von ca. 20 m Durchmesser aus dem Rasen, der sich bei näherem Hinsehen, weil innen hohl, als ein rasenbepflanzter Ringwall entpuppt. Vom Kairoweg aus führt ein breiter Kanal zu ihm hin, der beiderseits von einem schmalen Fußgängerpfad flankiert wird. An der Einmündung des Kanals ist der Ringwall durchbrochen und wird zu beiden Seiten durch je ein geländerartiges, gebogenes Stahlrohr bekrönt.
Das Innere des Ringwalls ist wie ein Amphitheater gestaltet. Eine ringförmige, vierstufig abgetreppte Zuschauertribüne aus Betonsteinen umgibt das innere Rund. Eine Haifischflosse aus Edelstahl zerteilt die oberen Ränge der Tribüne in zwei Hälften und ragt wie eine Trophäe über sie hinaus. Im Zentrum des Rasenhügels explodieren in längeren Zeitabständen überraschend drei Fontänen, die vor allem bei Kindern für große Belustigung sorgen.
Das Wasser fließt durch den Kanal unter dem Kairoweg in den See ab. Am Eintritt des Kanals in den See ist eine Wasserkanone installiert, die im Gleichklang mit der Schlange (Sc) und den uferseitigen Kanonen der Uferbatterie (Uf) ihr Wasser verschießt und sich ein Gefecht mit dem konträren Strahl des nun stillgelegten Felsenbrunnens (Fe) lieferte.

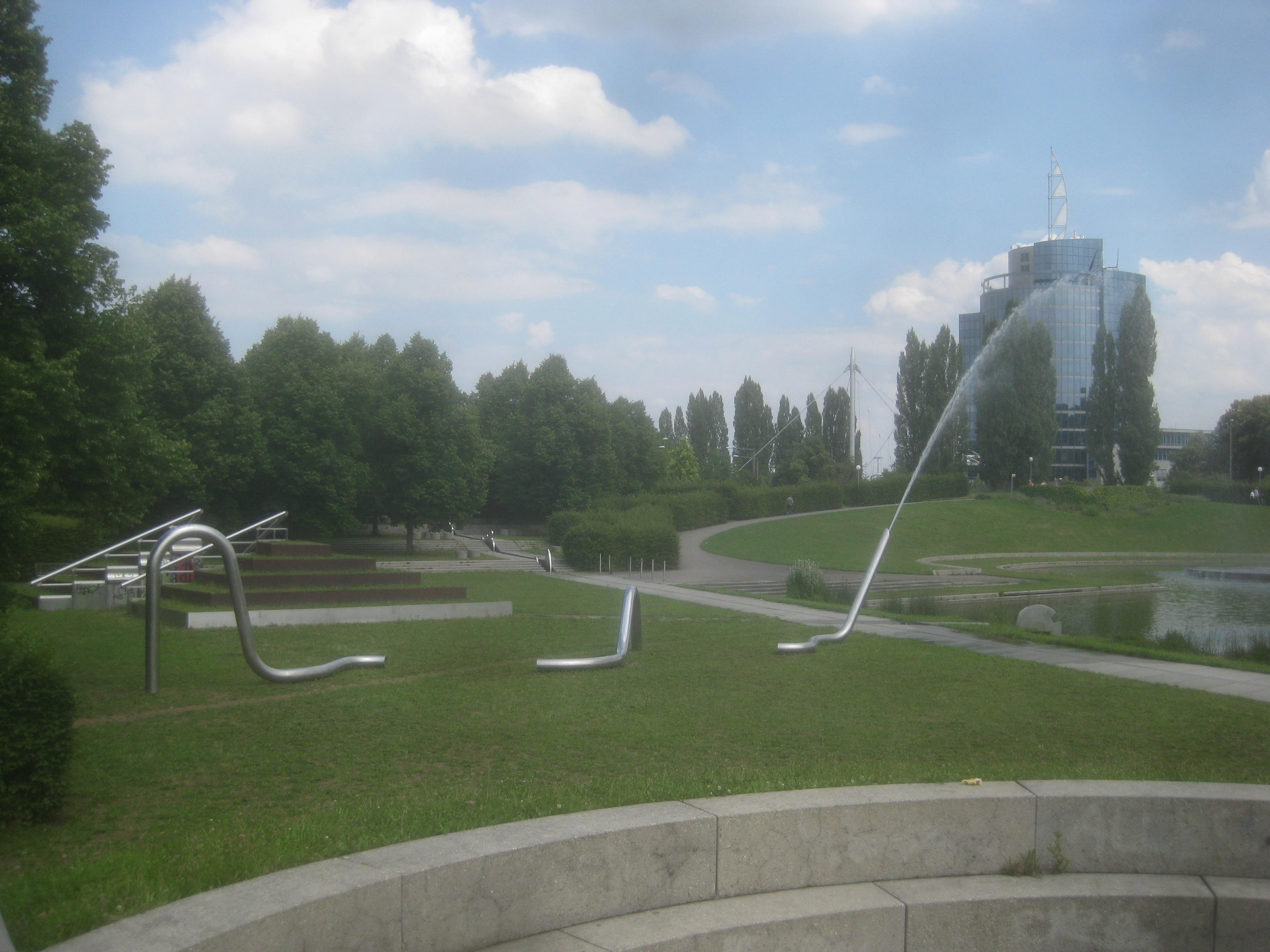
Schlange.
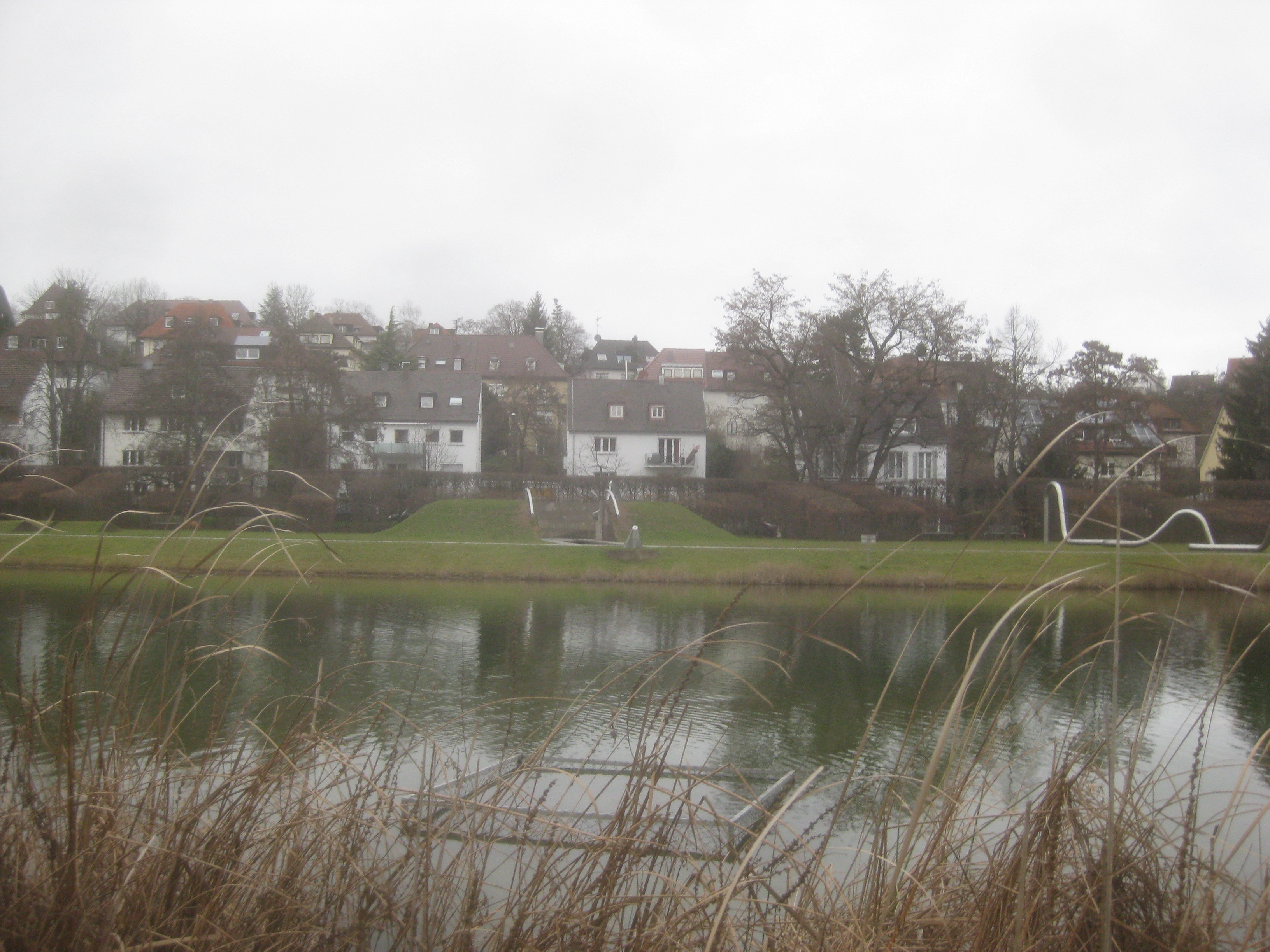
Rasenhügel, vom Südufer des Egelsees aus.
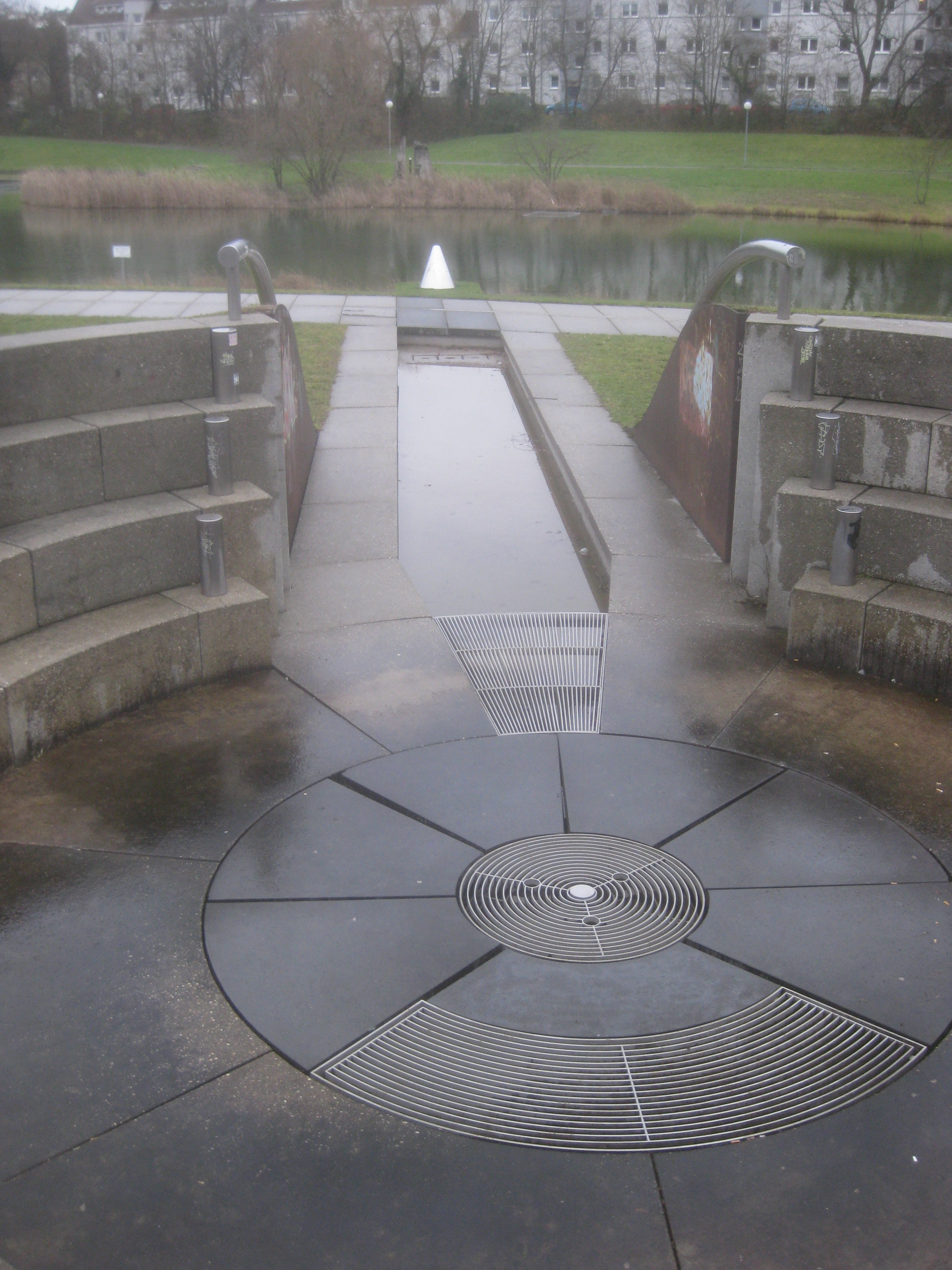
Rasenhügel, Blick von innen zum See, hinten: Wasserkanone.
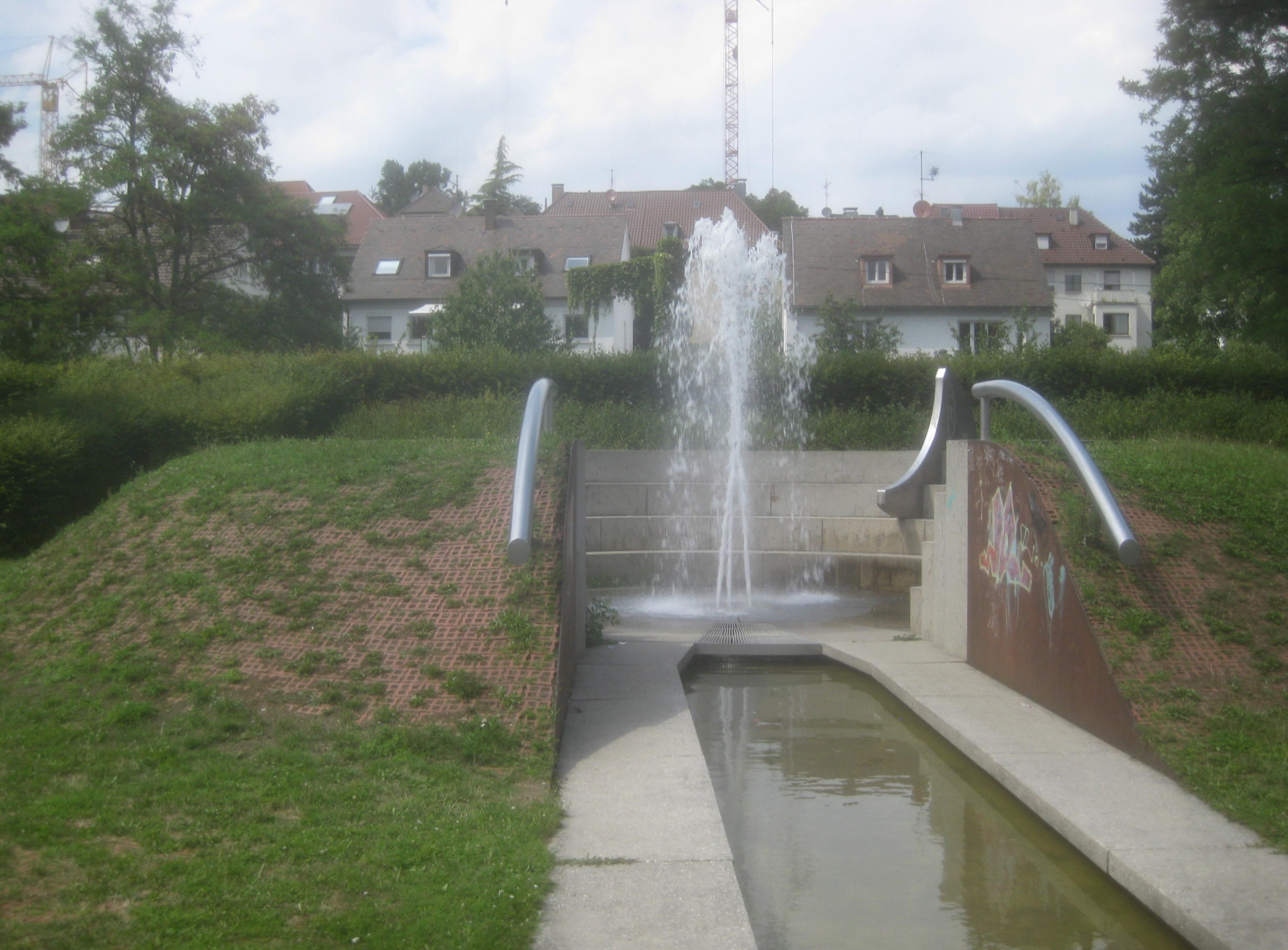
Rasenhügel, Blick nach innen auf die Tribüne.

### Pyramidensäule
Auf den Rasenhügel folgen die Pyramidensäule (P, hinten) und die Uferbatterie (Uf, vorn). Die Pyramidensäule bildet den Mittelpunkt einer U-förmigen Bosketteneinfriedung, an deren Seiten Bänke zum Ausruhen und zum Beobachten des Wasserspiels einladen. Die beherrschende Form der Pyramidensäule ist das gleichseitige Dreieck. Sie ragt aus einem dreieckigen Wasserbecken, dessen Ecken mit Doppelpyramiden aus Edelstahl besetzt sind, und setzt sich aus sieben aufeinander gesetzten Doppelpyramiden, ebenfalls aus Edelstahl, zusammen. Da die Säule zurzeit (2016) nicht in Betrieb ist, kann man nur vermuten, dass das Wasser früher aus der Spitze der Säule sprudelte und entlang der Säule in das Becken hinabrieselte. Bei auffallendem Sonnenlicht ergeben sich interessante Lichtspiegelungen, manche Dreiecksflächen erglänzen dann wie Scheinwerfer in gleißendem Licht. Die Pyramidensäule ist zurzeit nicht funktionsfähig (Stand: August 2016).

### Uferbatterien
Vor der Einfriedung der Pyramidensäule (P) sind die Uferbatterien (Uf) installiert. Sie erstrecken sich zu beiden Seiten des Kairowegs. Die Batterie an der Uferböschung besteht aus fünf nebeneinander angeordneten Wasserkanonen in Edelstahlkästen, die im Gleichklang mit der Pyramiden- und der Rasenhügelkanone in hohem Bogen ihre Strahlen in den See verschießen. Zurzeit ist keine der fünf Kanonen funktionsfähig (Stand: Juli 2017).
Die Batterie auf der anderen S. des Kairowegs wird von künstlichen Rasenwellen flankiert, die seitlich durch rostbraune Stahlbleche abgestützt werden. In fünf rechteckigen, durch Rasenstreifen getrennten Auffangbecken stehen sich je eine Wasserschütte (direkt am Kairoweg) und eine Wasserkanone (zur Pyramidensäule hin) gegenüber, die wie im Dialog miteinander ihr Wasser aus souffleurkastenähnlichen Edelstahlgehäusen in das Becken schütten bzw. verschießen. Diese fünf Batterien, von denen zurzeit (2017) nicht eine in Betrieb ist, sind für gewöhnlich das einzige System, welches während der Pausen zwischen den programmierten Wasserspielen weiterhin in Aktion sind.

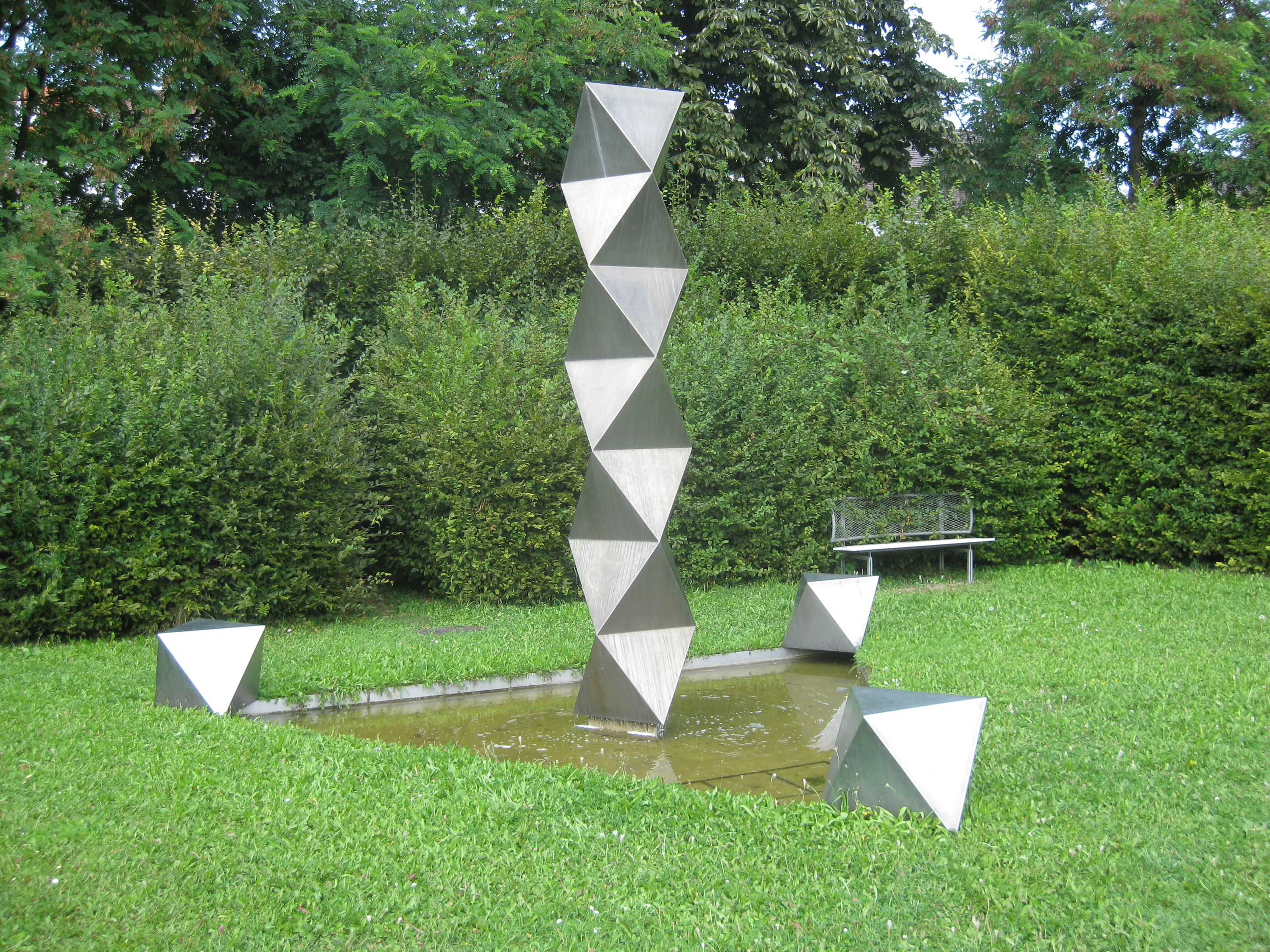
Pyramidensäule.
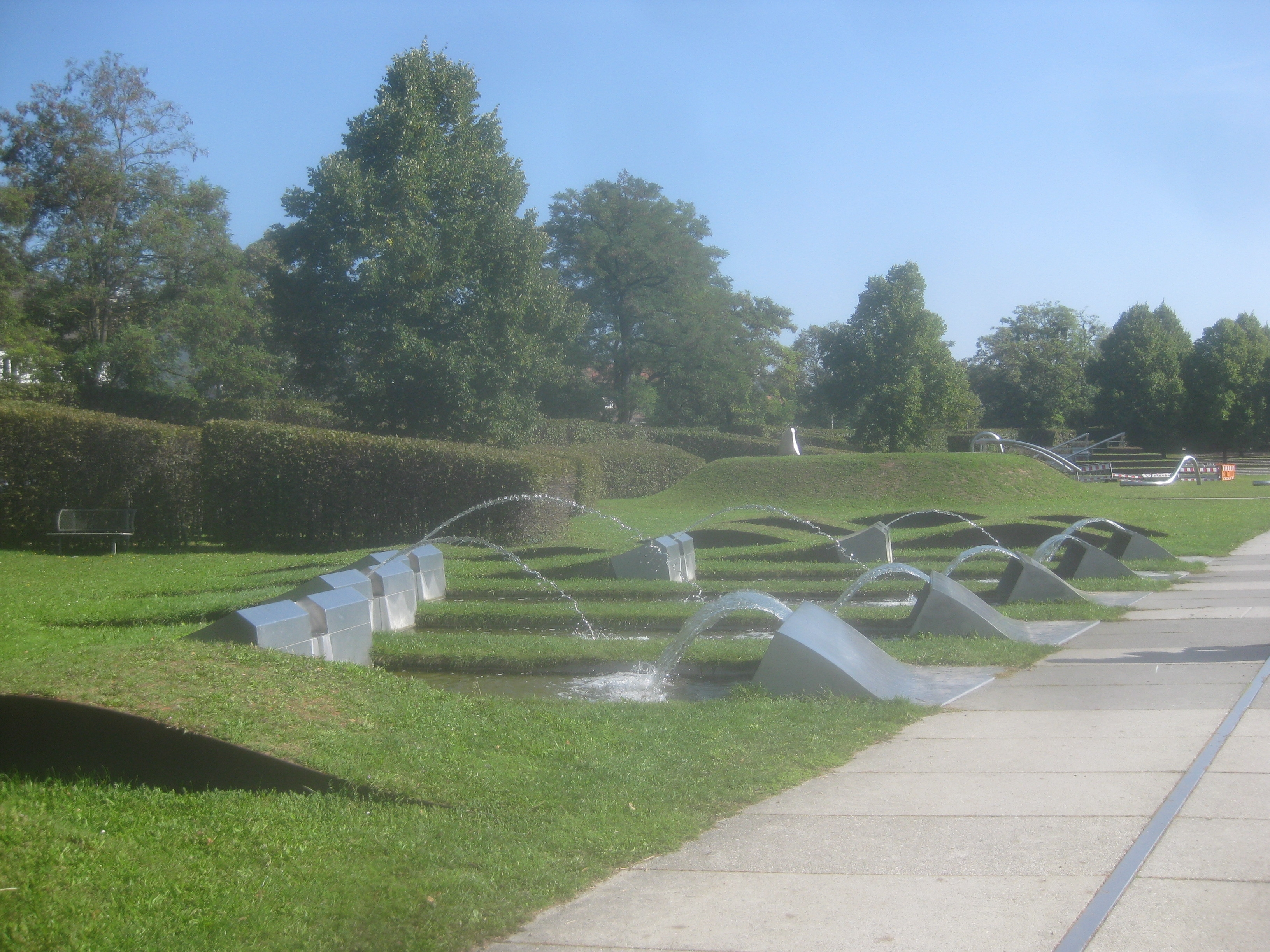
Uferbatterien zwischen Kairoweg und Pyramidensäule.
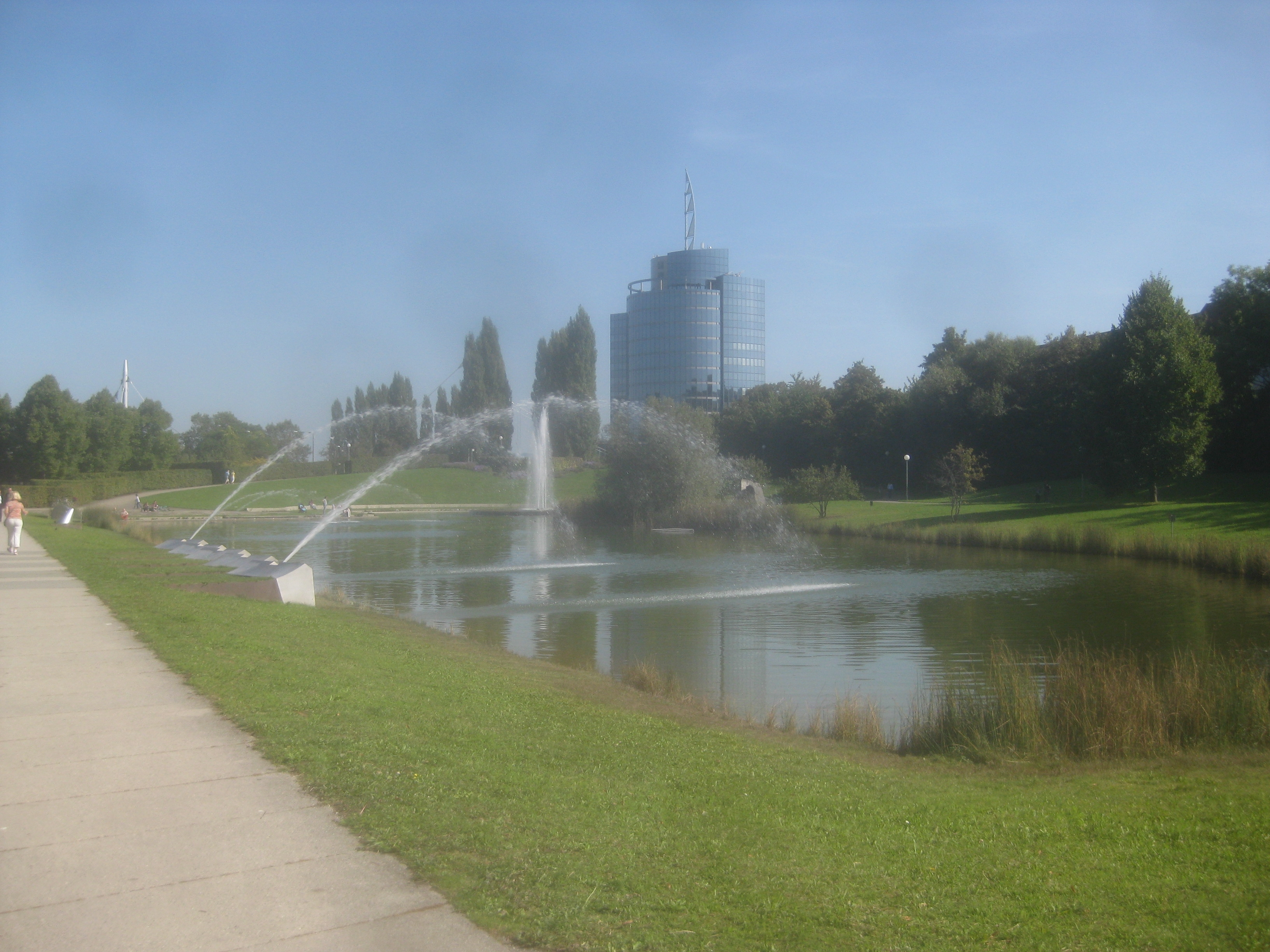
Uferbatterie an der Uferböschung.
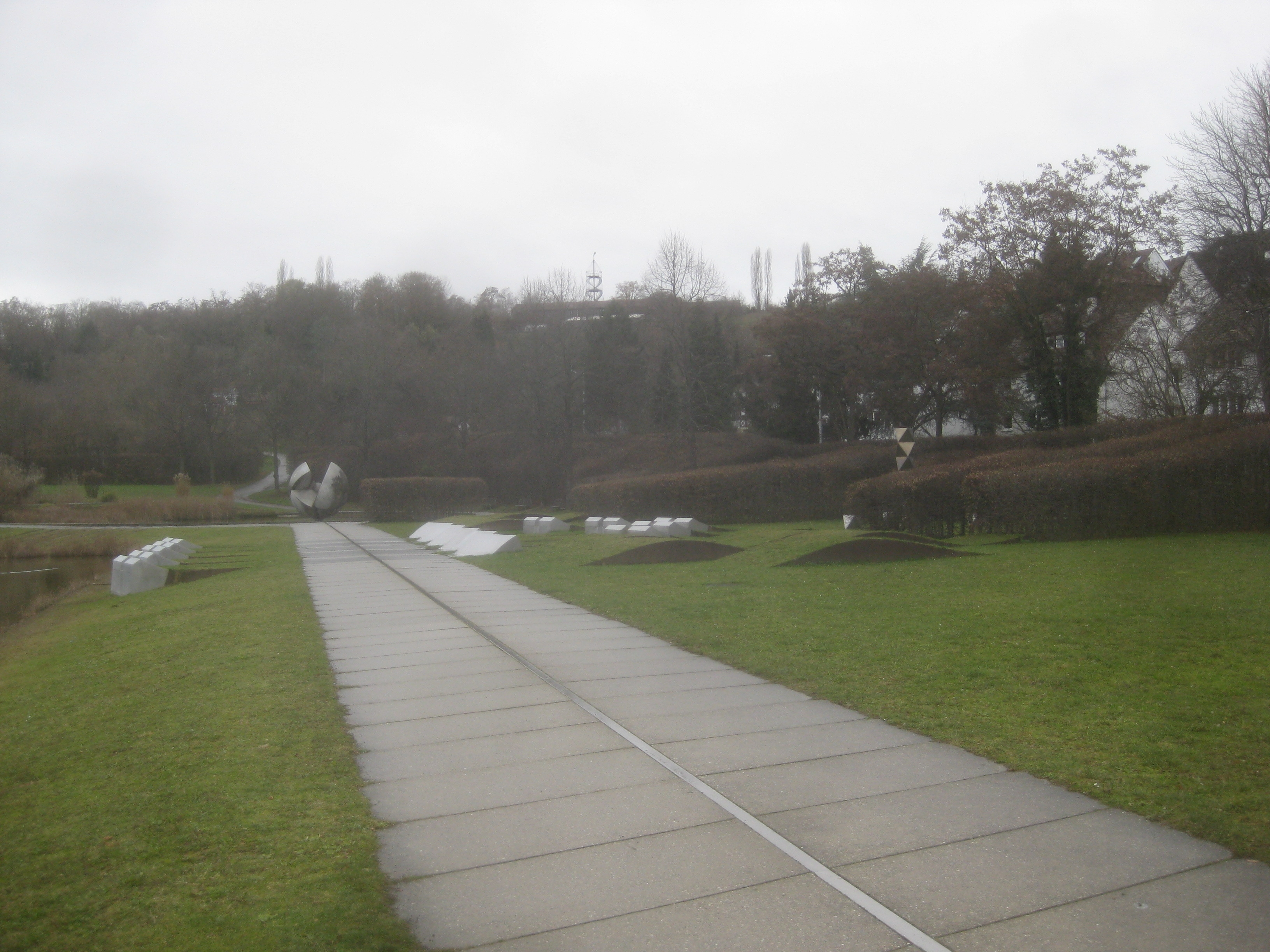
Uferbatterien, Gesamtansicht.

### Kugelsee
Zwei runde Seen markieren Anfang und Ende des Egelsees: der Fontänensee (Fo) und der Kugelsee (Ku). Der Kugelsee ist neben dem Fontänensee eine der beiden Hauptattraktionen der Wasserspiele an der Kunststation Egelsee. Im Zentrum des Kugelsees, der ca. 30 m im Durchmesser misst, ist ein kugelförmiges Brunnenobjekt von Hans Dieter Bohnet aufgestellt. Das Kugelobjekt liegt im Treffpunkt zweier Sichtachsen, die den Blick über die ganze Länge der Wartbergmulde führen:
- Eine Achse geht von der Quelle der Wasserrinne (W) aus, verläuft in gerader Linie durch die Wasserrinne, dann parallel zum Nordufer entlang dem Edelstahlband, das die unterirdische Fortsetzung der Wasserrinne markiert, und nimmt im Kugelsee ihr Ende.
- Die andere Achse beginnt mit der Längsachse der Bombaystege (21) bei der Bastion (B) und verläuft der Länge nach über Rechteckfläche des Egelsees bis zum Kugelsee.

Anders als der Fontänensee ist der Kugelsee scheinbar kein direkter Fortsatz des Egelsees, weil die Verbindung zwischen beiden durch einen breiten Steg, den Kugelseesteg, verdeckt wird. Diesen Weg durchziehen sieben schmale Kanäle, durch die das Wasser des Kugelsees in den Egelsee fließt.
„Die Kugel als die vollkommenste geometrische Form“ liegt vielen von Hans Dieter Bohnets Kunstobjekten zugrunde. „Er zerschneidet sie, zerteilt sie und setzt sie in einer anderen Ordnung erneut zusammen“. Das Kugelobjekt des Kugelsees hat einen Durchmesser von 3,60 m und besteht aus drei Viertelkugeln aus Edelstahl. Die Basis des Objekts bildet ein um etwa 300 geneigtes Kugelviertel, das auf einem dicken Standrohr im Zentrum des Sees lagert. Die beiden anderen Kugelviertel sitzen auf den beiden flachen Schnittflächen des ersten Viertels, allerdings jeweils um etwa 300 gegeneinander gedreht, so dass zwischen diesen an zwei Seiten ein Spalt entsteht. Durch diesen Spalt kann man ins Innere der Kugel sehen, wo in ihrem Mittelpunkt eine kleine Kugel lagert, die mit ihren Spritzdüsen intervallweise eine senkrechte Wassersäule oder fächerartige Fontänen in die Höhe schießt.
Bereits 1977 war auf der Bundesgartenschau im Unteren Schlossgarten ein vielbeachtetes Kugelobjekt von Hans Dieter Bohnet präsentiert worden, das eine gewisse Ähnlichkeit mit dem Kugelbrunnen hat. Das ursprünglich „für das Bundeskanzleramt in Bonn entworfene und [von Helmut Schmidt] zurückgewiesene Objekt blieb dann jedoch nicht in Stuttgart, sondern wurde später am Rheinufer in Bonn vor dem Langen Eugen aufgestellt“.

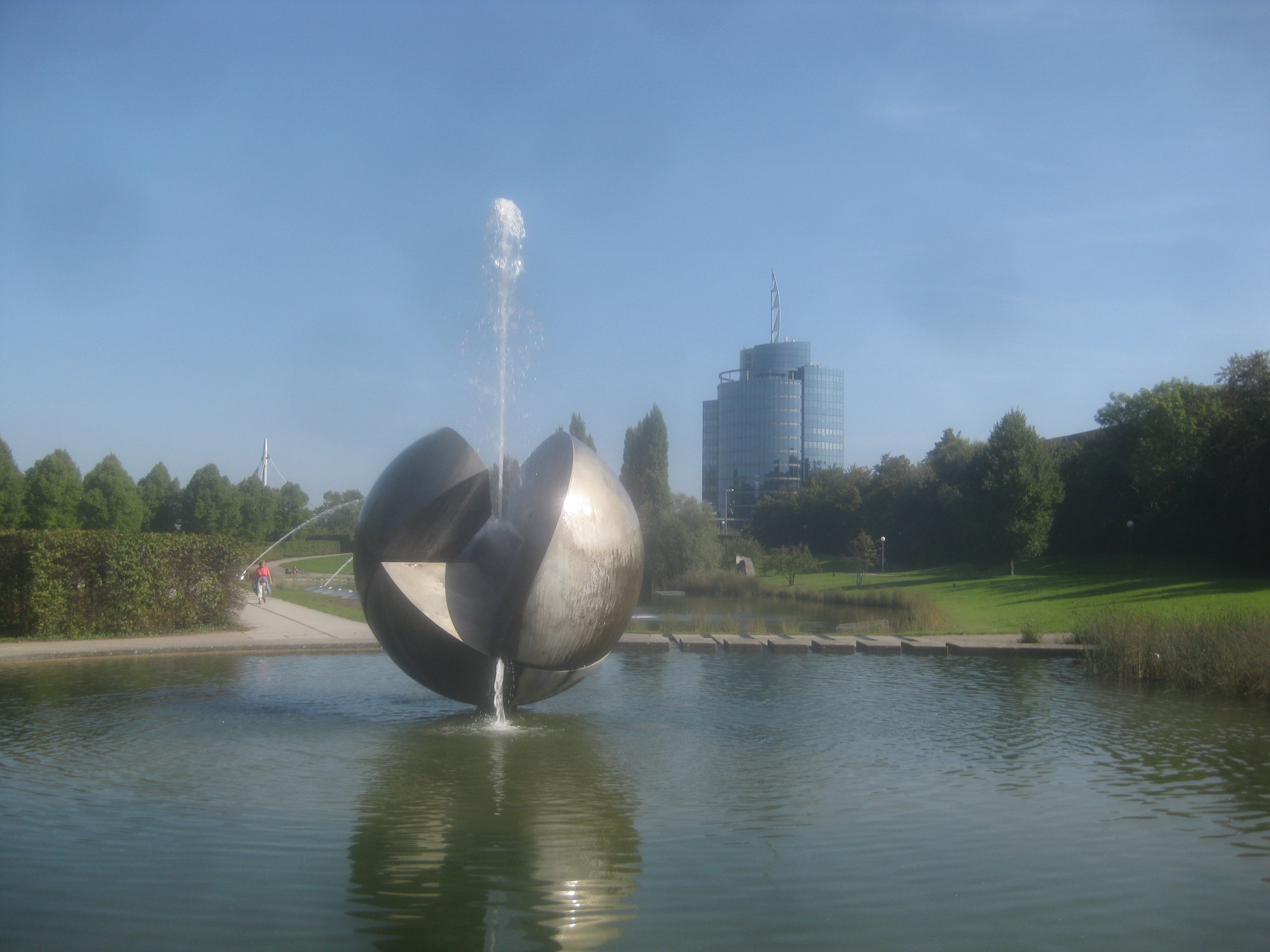
Kugelsee, Blick auf den Bülow-Tower an der Heilbronner Straße.
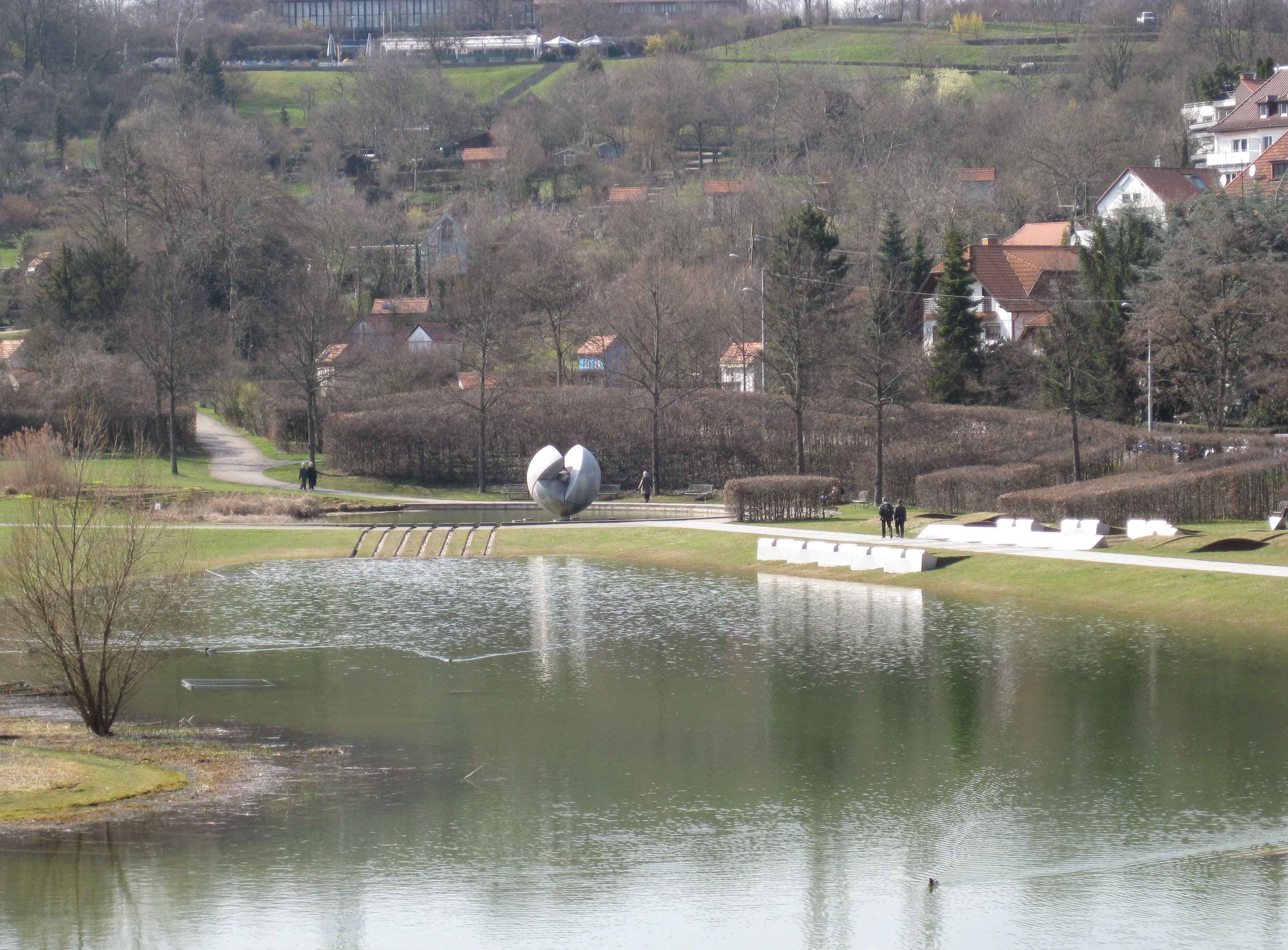
Kugelsee, Blick auf den Wartberghang
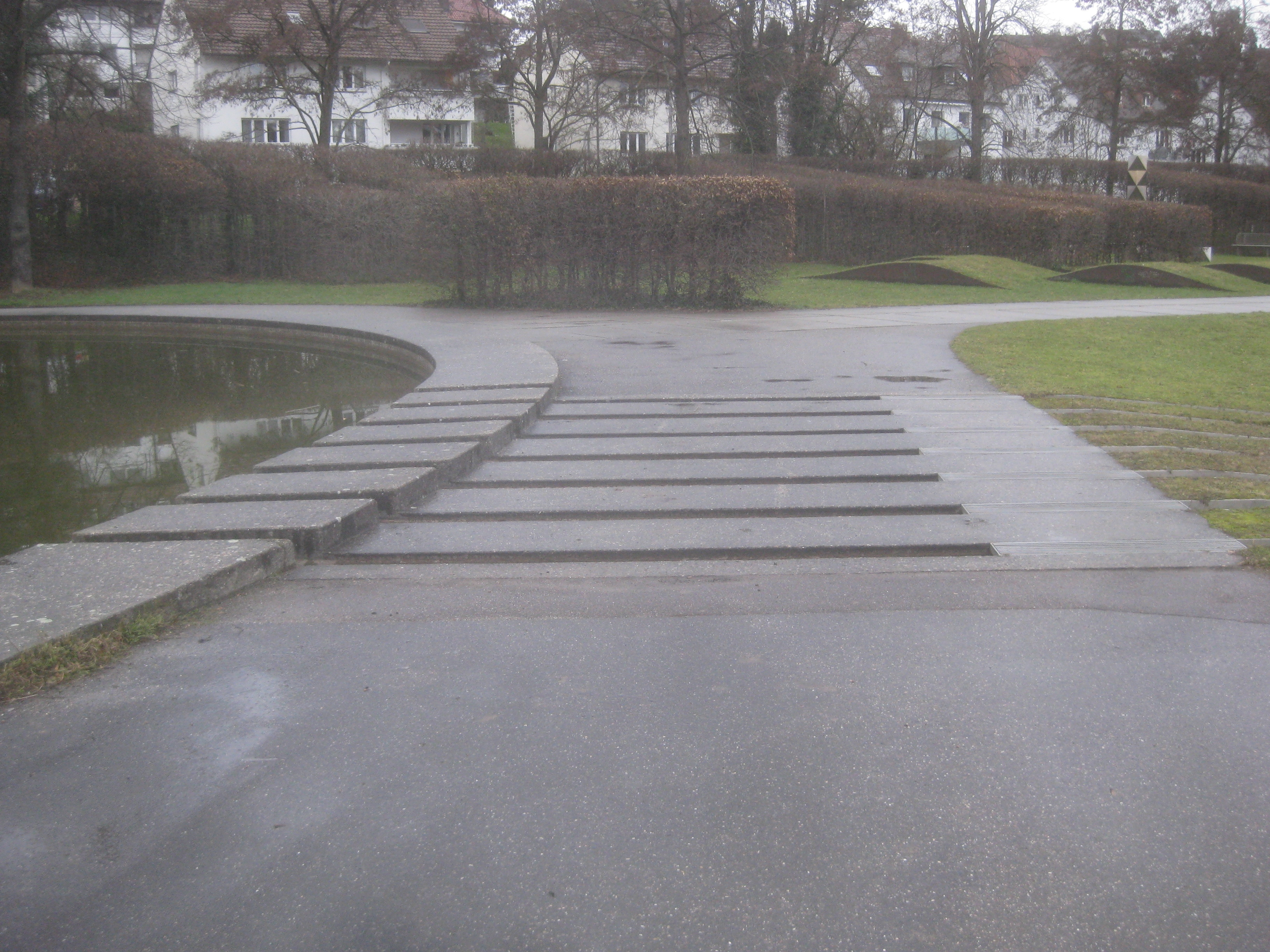
Kugelseesteg, links: Kugelsee, rechts: Egelseeufer.
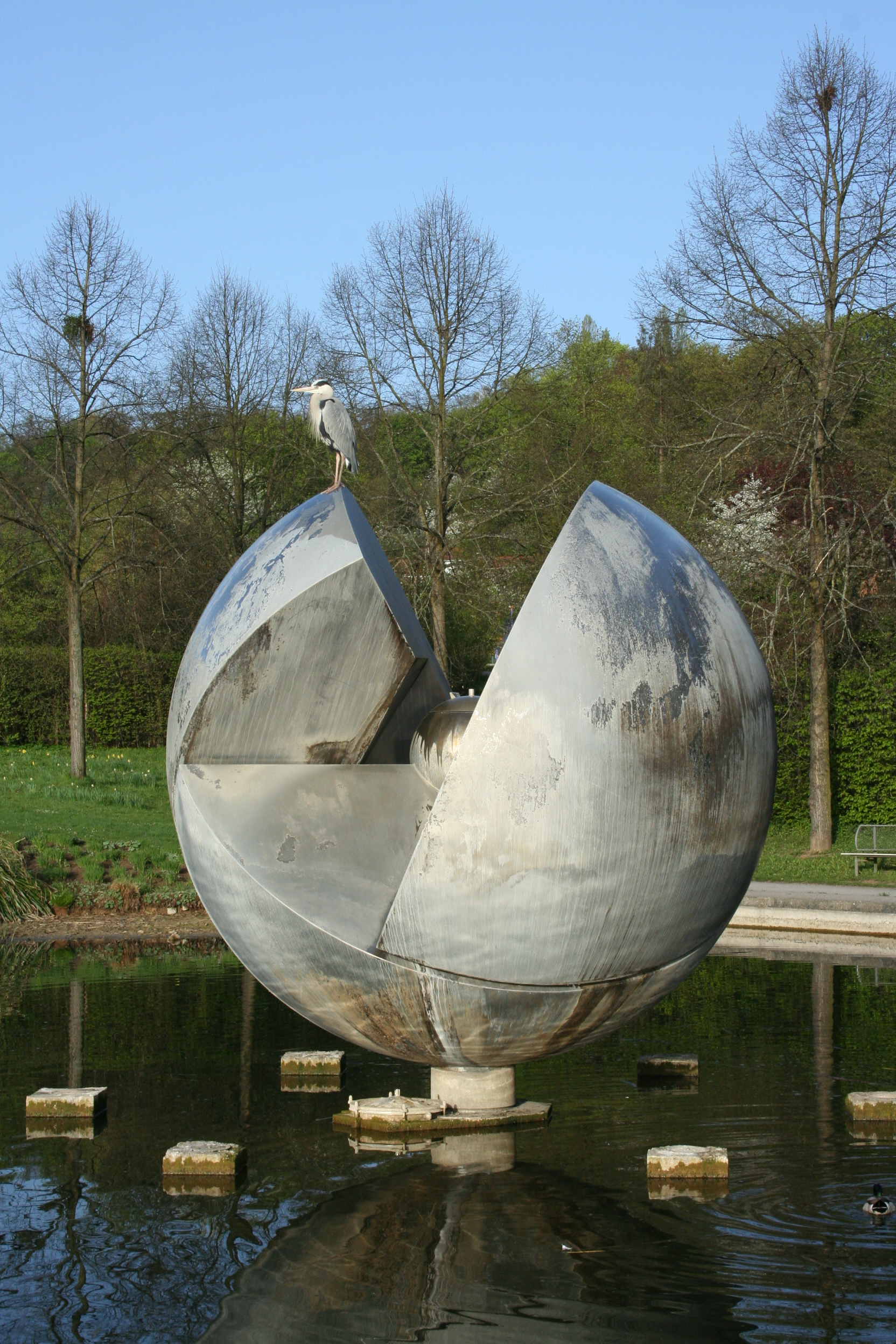
Kugelobjekt mit Reiher.
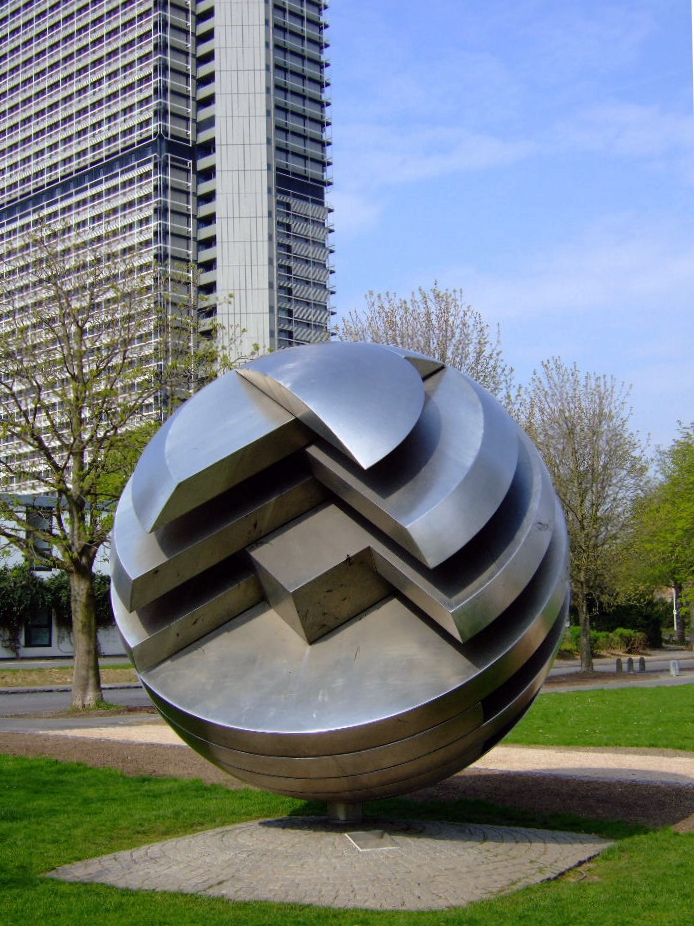
Kugelobjekt von Hans Dieter Bohnet vor dem Langen Eugen in Bonn, 1976.

### Krebsschwanz
Der „Krebsschwanz“ scheint zwar optisch den Schwanz des Egelsees zu bilden, tatsächlich bildet er nicht seinen Auslauf, sondern ist ihm vorgelagert. Die in Höhe und Größe gestaffelte Folge länglicher Teiche liegt am Fuß der Kleingartenanlagen des Wartbergs und versorgt den Kugelsee (Ku) und damit den Egelsee mit Wasser. Der oberste der Teiche wird durch den Egelbach (14) gespeist, der im Grottenloch aus dem Zusammenschluss der zwei Wartbergbäche Keuperbach (12) und Stangenbach (13) entsteht.
Die in einer Wiesenlandschaft liegenden Teiche verbergen sich dem Auge des Vorübergehenden, weil sie dicht von Buschwerk und Wasserpflanzen eingehüllt werden. Zwischen den Teichen führen schmale, rasenbewachsene Stege auf die andere S. und Treppen aus roh behauenen Natursteinen in den jeweils tiefer gelegenen Teich.
Der Krebsschwanz dient – wie die Wasserspiele – auch zur Aerifizierung des Egelsees und erfüllt damit einen „wichtigen gewässerökologischen und kleinklimatologischen Sinn“.

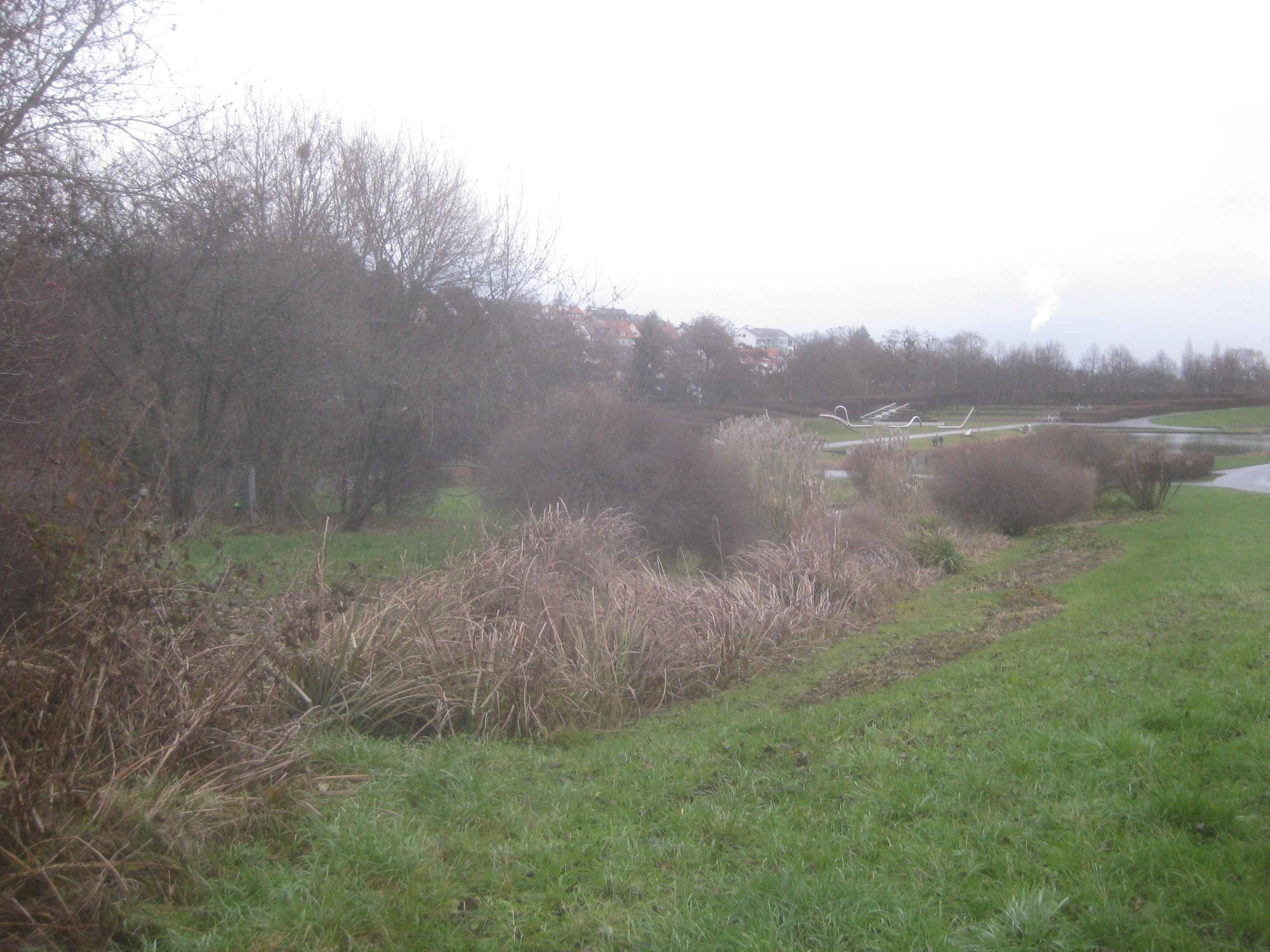
Krebsschwanz (im Herbst).
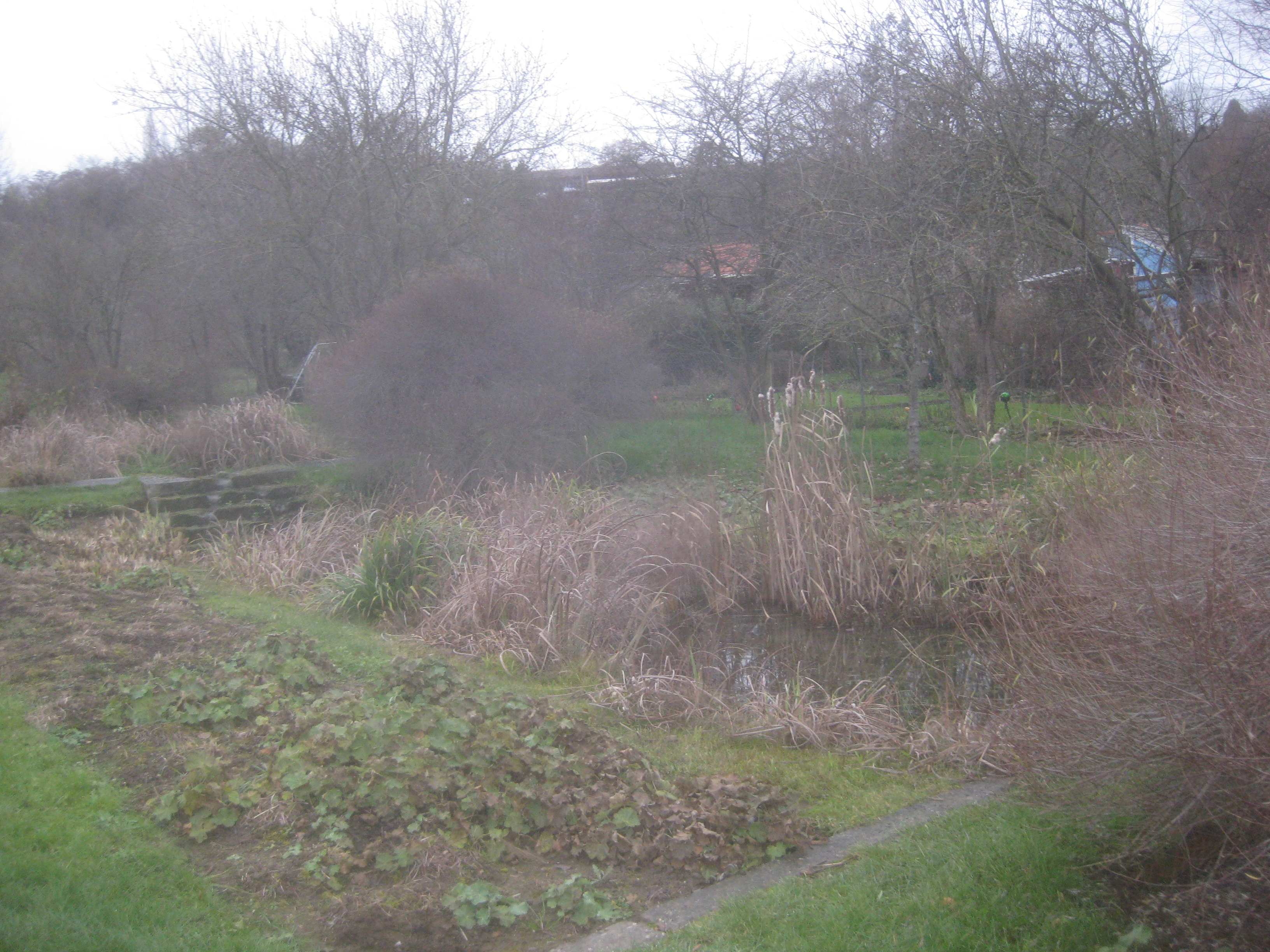
Einzelteich des Krebsschwanzes (im Herbst).
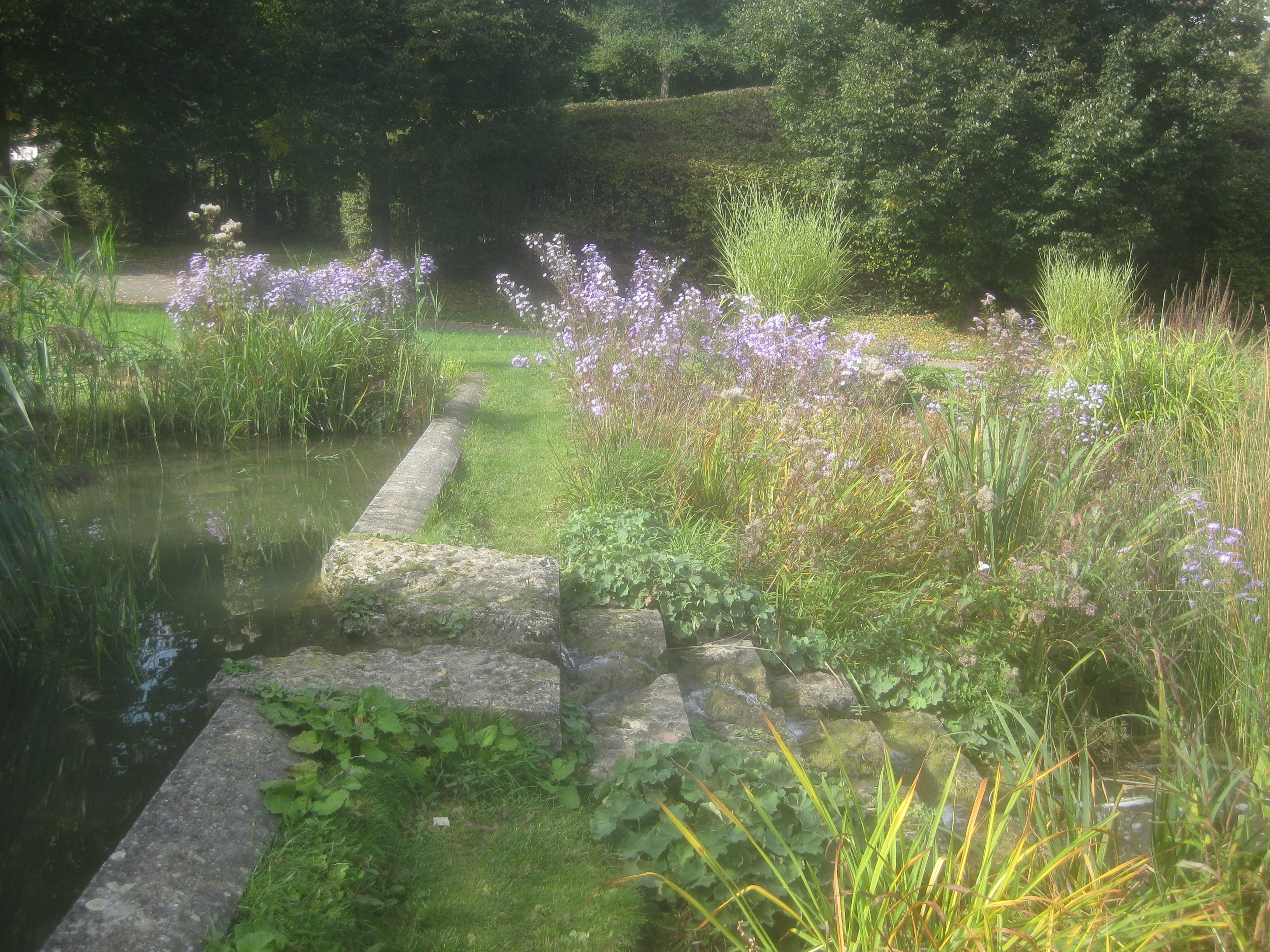
Treppe zwischen zwei Teichen des Krebsschwanzes (im Sommer).
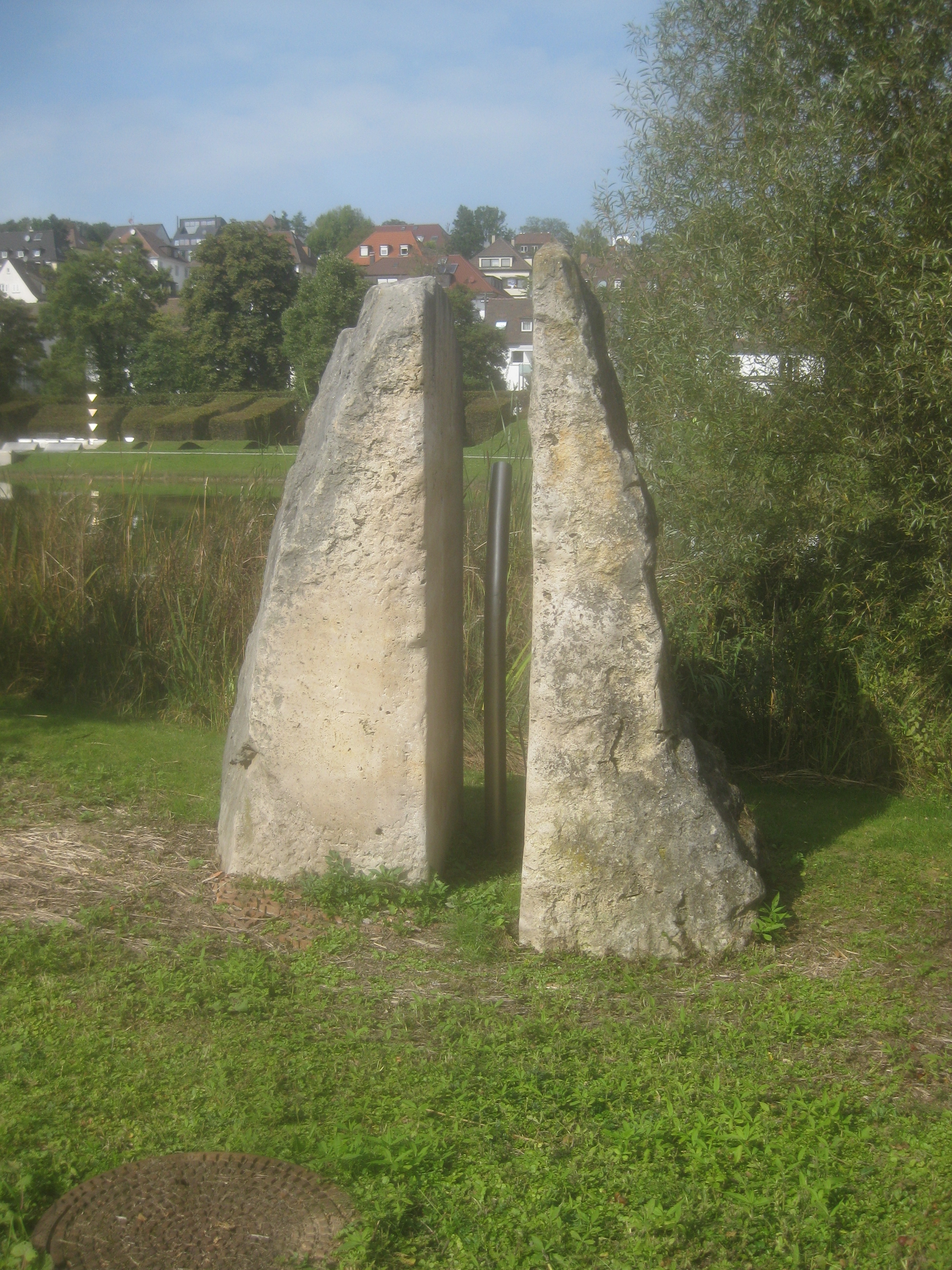
Felsenbrunnen.

### Kugelseesteg
Der Kugelsee (Ku) beschließt das künstlich gestaltete Nordufer des Egelsees. Der Kugelseesteg, der den Kugelsee und den Egelsee voneinander trennt und die Verbindung zwischen Kairoweg (Nordufer) und Menzel-Bourgiba-Weg (Südufer) herstellt, führt zu dem natürlich belassenen bzw. gestalteten Südufer. Man trifft zuerst auf das „Dreieck“, eine dreieckige Insel zwischen den beiden Armen des Verbindungswegs zwischen Kugelseesteg und Menzel-Bourgiba-Weg. Sie ist mit zwei ebenfalls dreieckigen Hainbuchenbosketts bepflanzt, die einen Durchgang zwischen beiden freigeben.

### Felsenbrunnen
Fast schon am anderen Ende des Südufers, in der Nähe des Fontänensees (Fo), schoss früher der Felsenbrunnen (Fe) seine Fontäne in den Egelsee. Da das Südufer naturnah gestaltet werden sollte, wurden zwei Naturfelsen aufgerichtet, die zwischen sich das Edelstahlrohr verbergen, aus dem der Wasserstrahl einst in die Luft schoss. Der Felsenbrunnen ist seit 2013 stillgelegt.

### Fontänensee

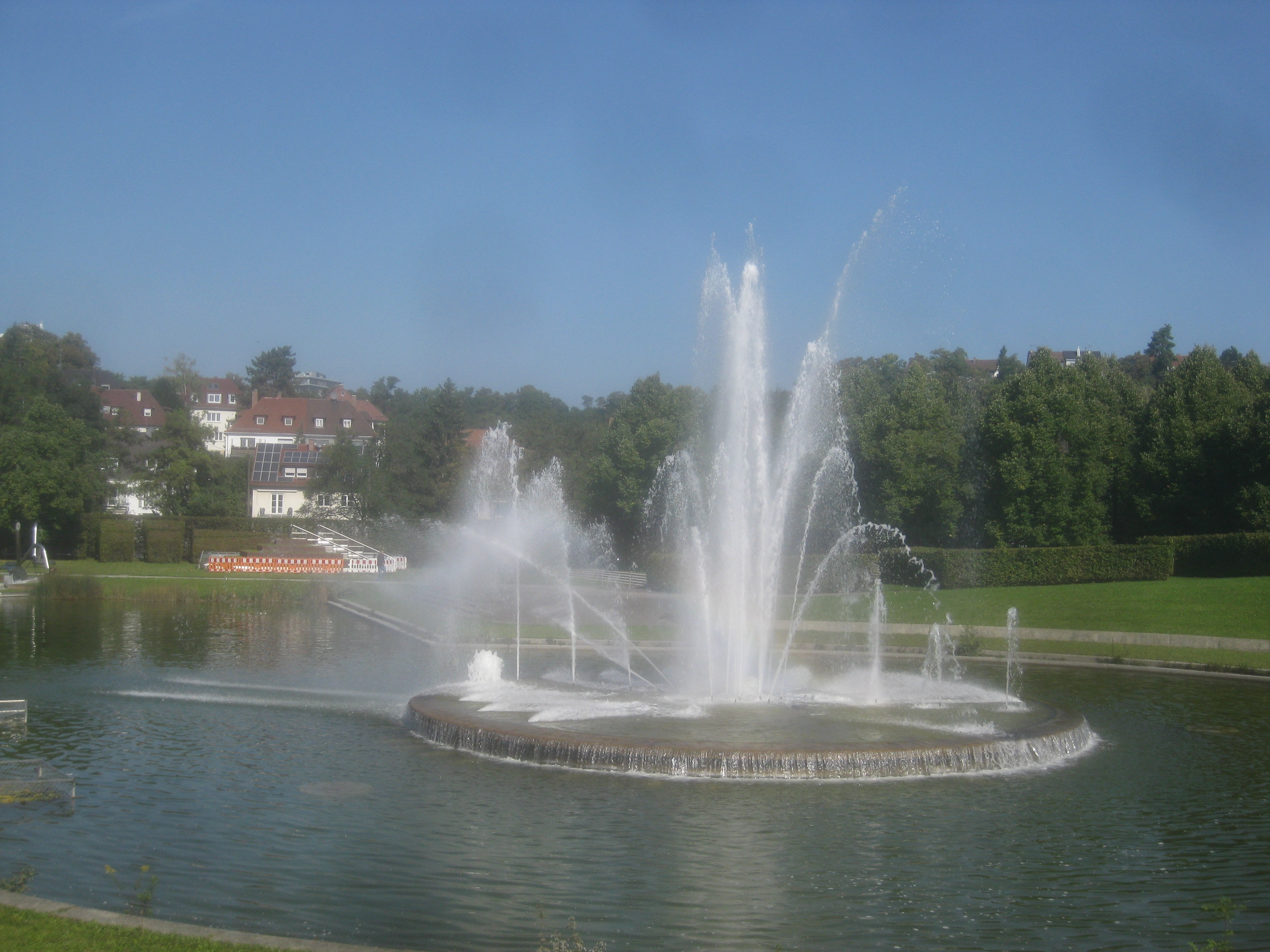
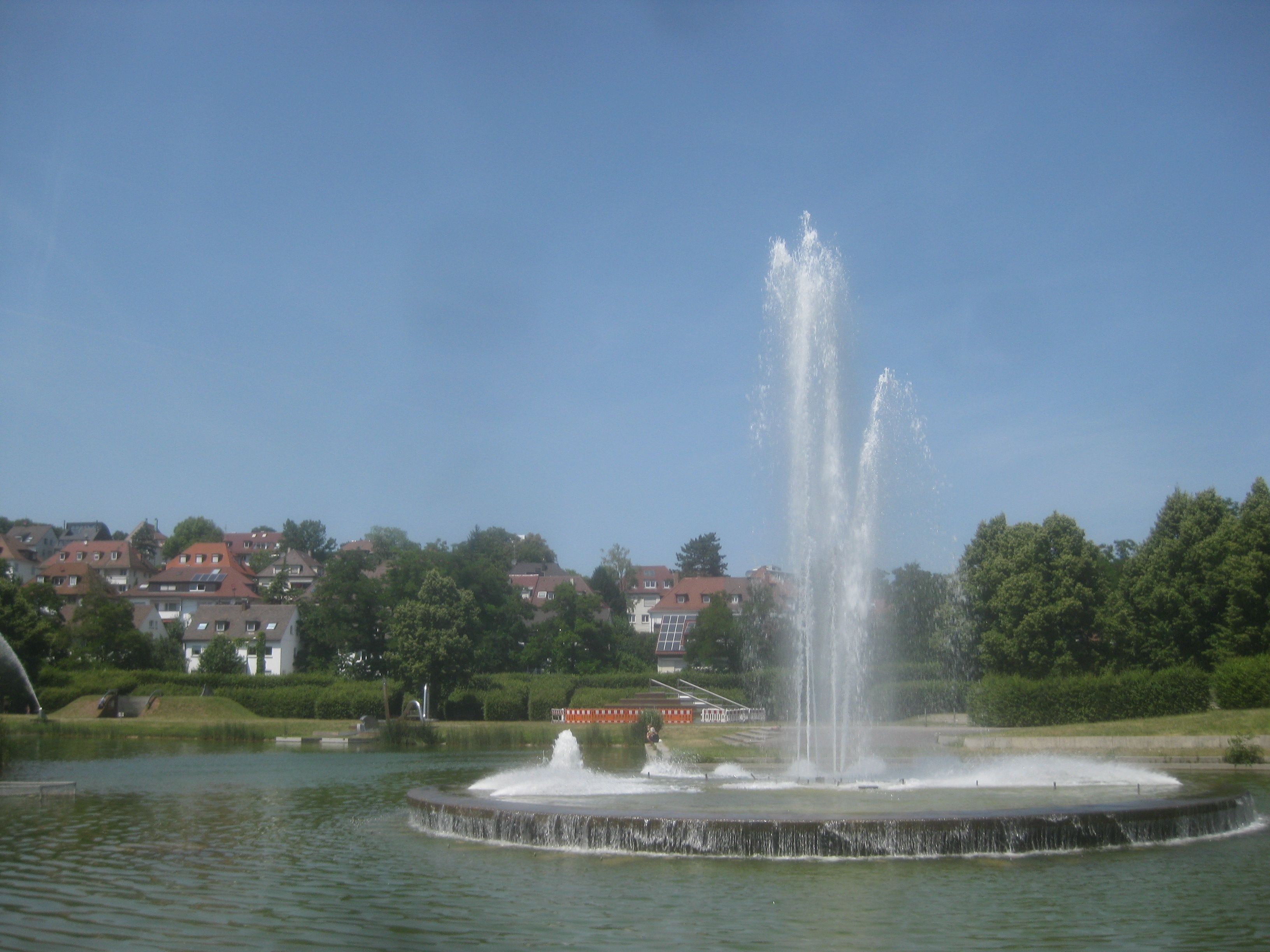
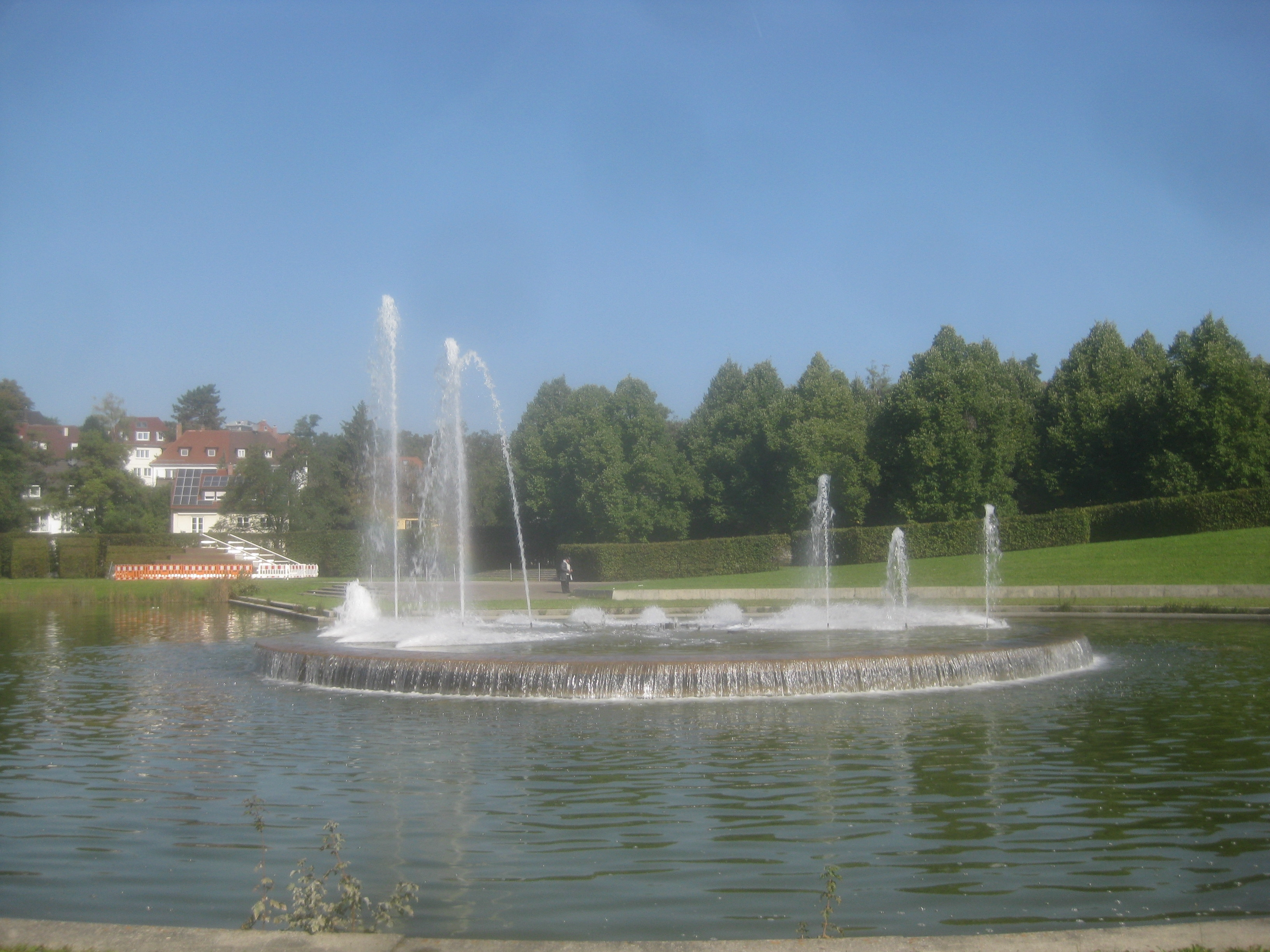
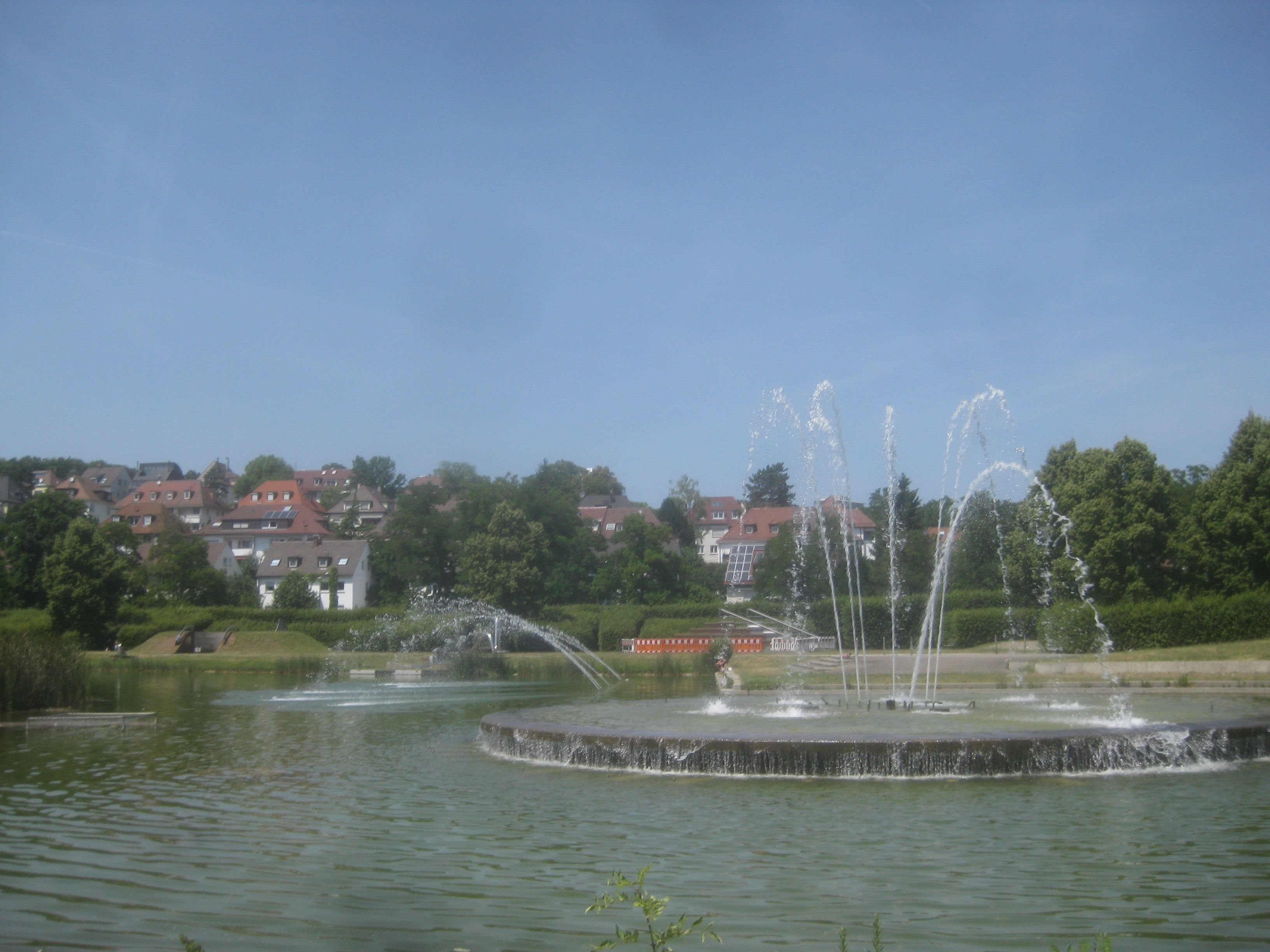
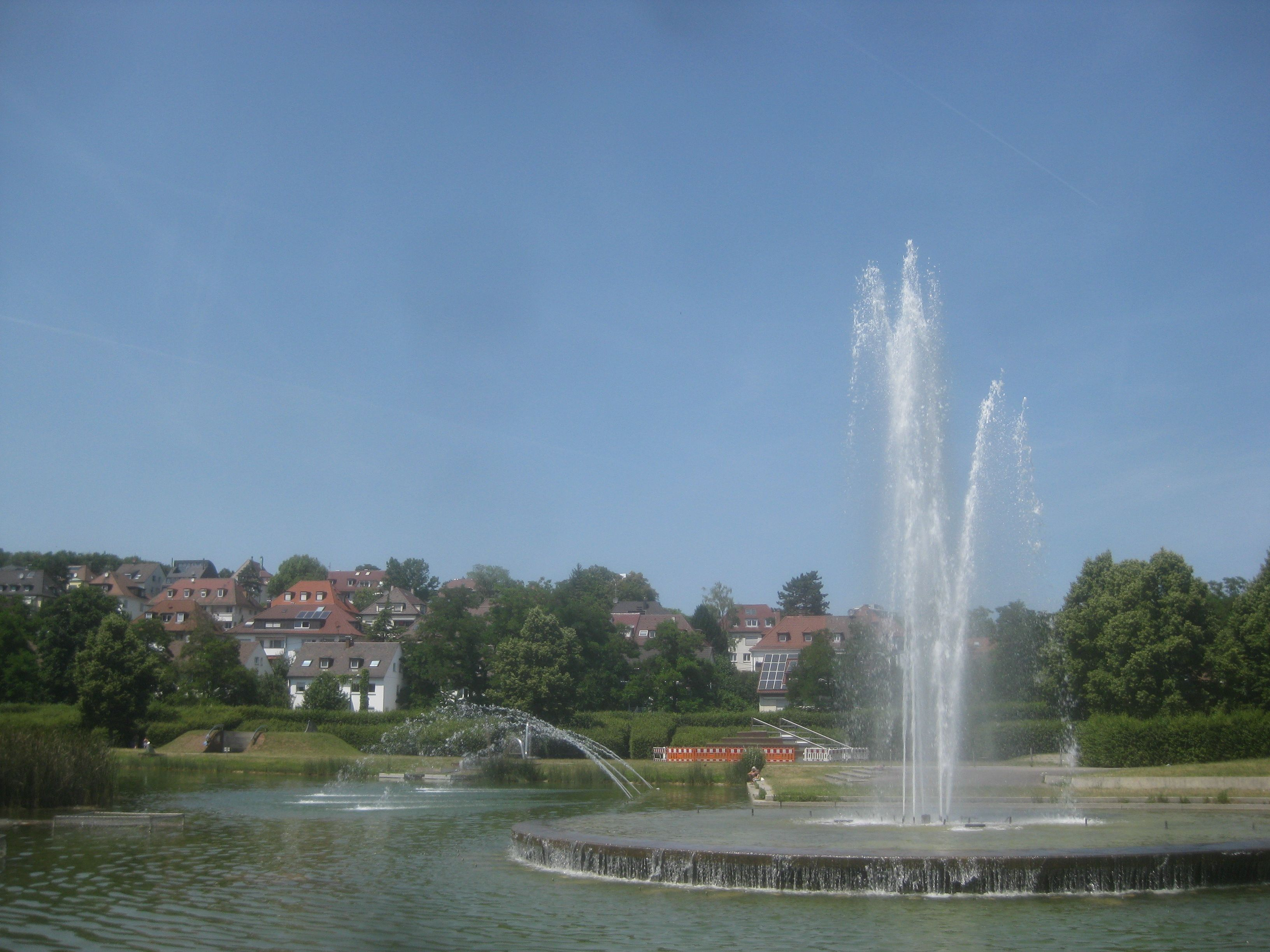
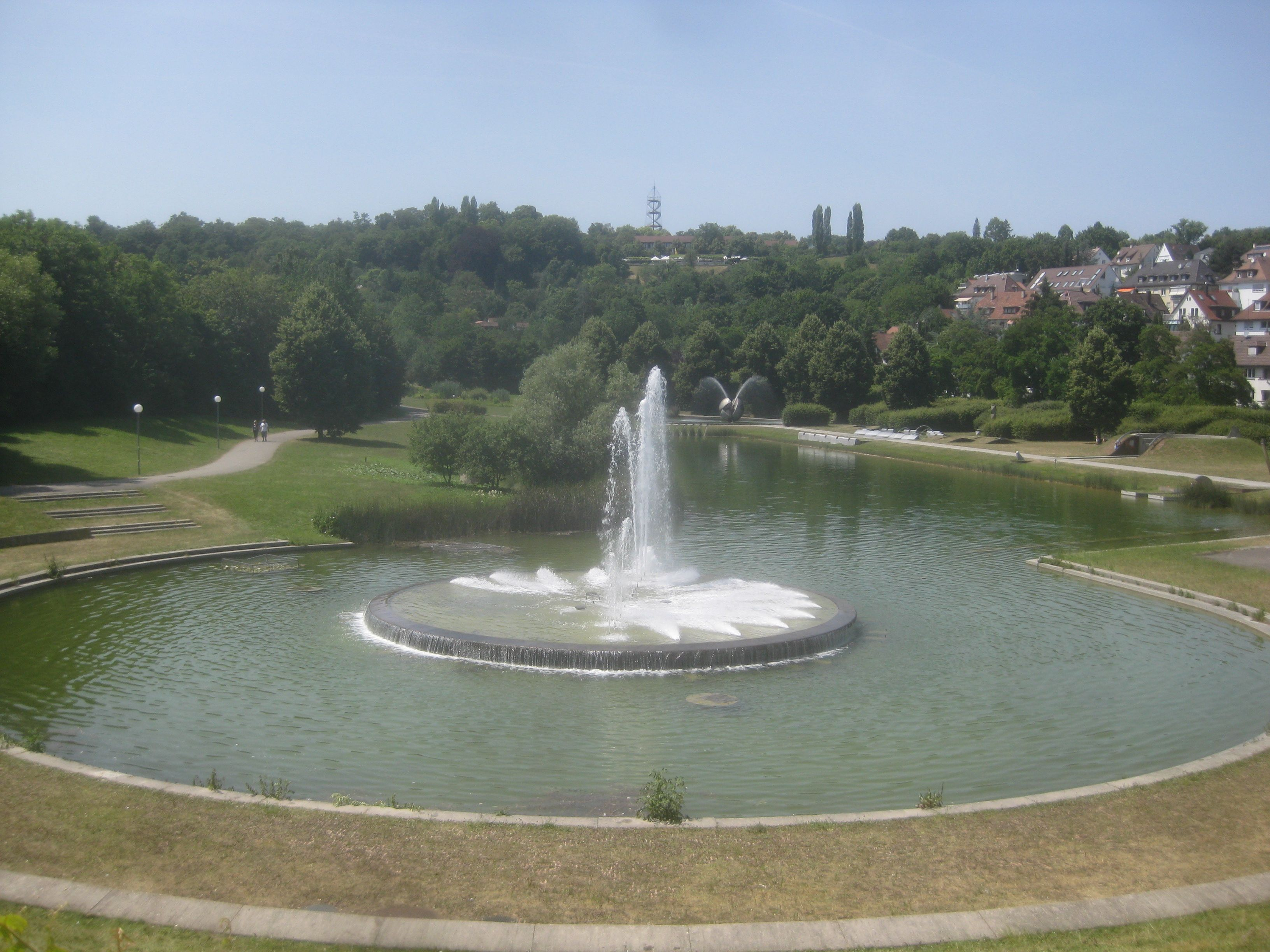
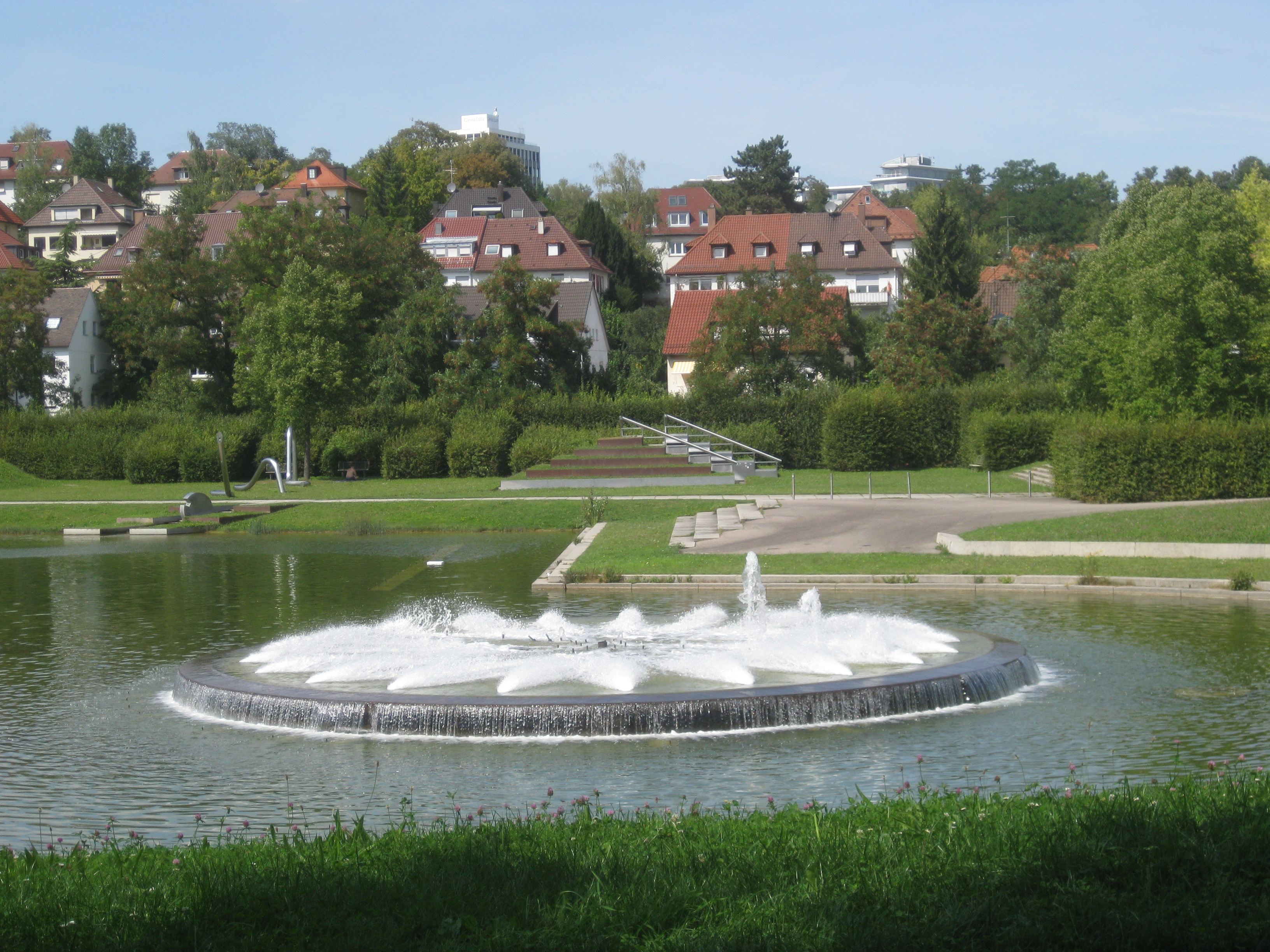
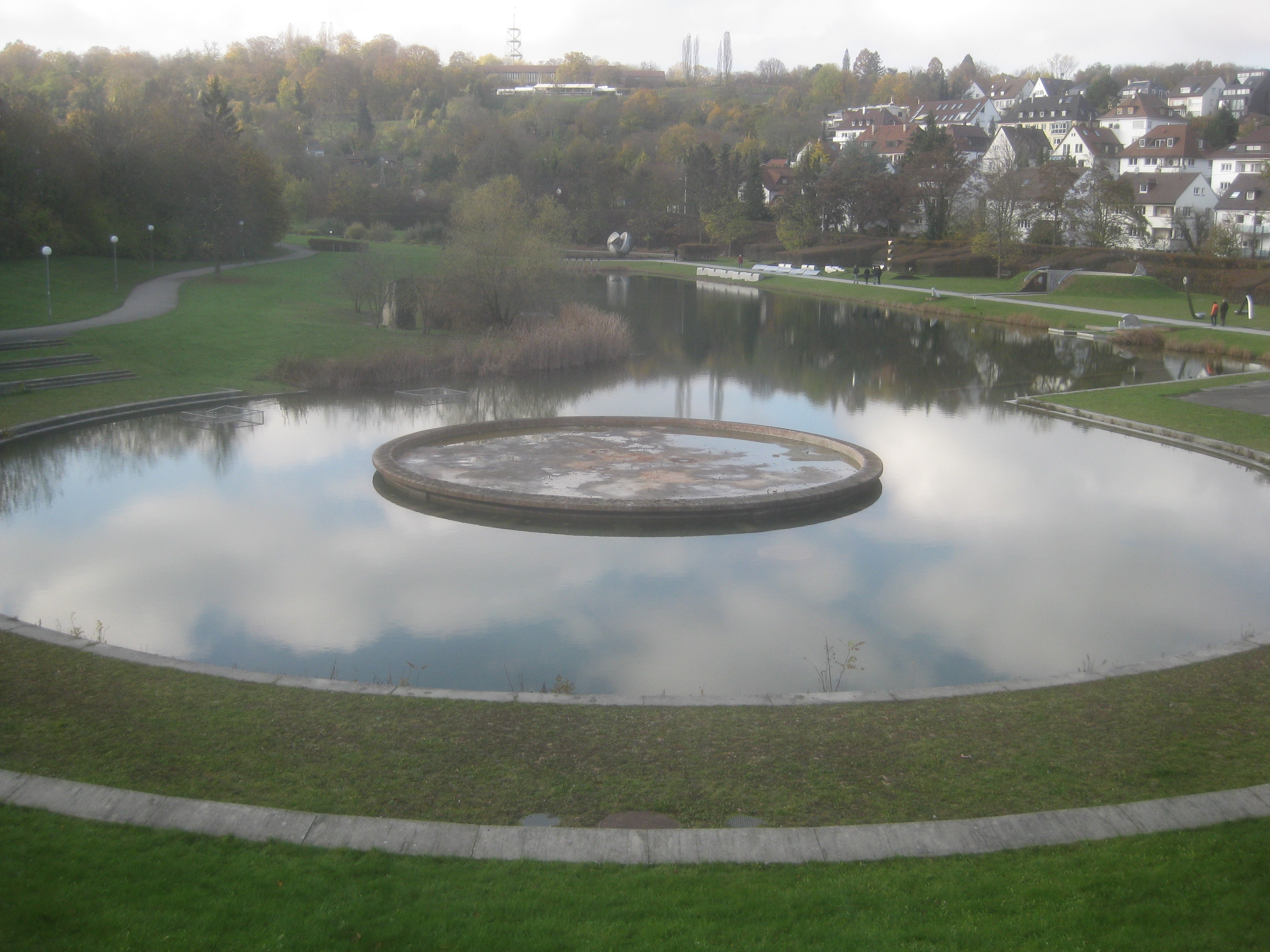

Zwei runde Seen markieren Anfang und Ende des Egelsees: der Fontänensee (Fo) und der Kugelsee (Ku). Die Wasserspiele der beiden Seen sind die Hauptattraktionen der Kunststation Egelsee, wobei der Fontänensee mit seiner Wasserorgel das reichhaltigste Wasserspielprogramm bietet. Der runde Fontänensee ist mit der südöstlichen Ecke des rechteckigen Egelsees verbunden. Die eine der beiden Sichtachsen des Egelseegeländes, die bei den Bombaystegen (21) und der Bastion (B) beginnt, führt durch das Zentrum des Fontänensees, quert den Egelsee in der Diagonalen und endet im Zentrum des Kugelsees. Den Fontänensee umgibt ein schmaler Rasenring, den ein wuchtiger, sitzbankähnlicher Randstein von der dahinterliegenden Böschung trennt, die selbst wiederum halbkreisförmig abschließt.
Ein Betonteller in der Mitte des Fontänensees birgt eine Vielzahl von Düsen, die mit ihren Schaumsprudlern und ihren bis zu 15 m hohen Fontänen in einer computergesteuerten Choreografie ein buntes Programm von Wasserspielen entfalten und „blumenartige Muster“ ins Wasser werfen. Zurzeit (2016) sind nicht alle Düsen – wie zum Beispiel der Trichter, welcher sich exakt in der Mitte der Plattform befindet – funktionsfähig.

## Namen

### Egelsee
Die Kunststation Egelsee wurde im internen Sprachgebrauch der IGA-Planungsgruppe um Hans Luz ursprünglich Donars Stich genannt, in scherzhafter Anspielung auf die donnerstags (schwäbisch Donnerstich = Donnerstag) stattfindenden Sitzungen des Stuttgarter Gemeinderats, der mehrheitlich seine Zustimmung zur Durchführung der Gartenschau gegeben hatte. Die damalige Abstimmung fand nicht nur verbalen, sondern auch allegorischen Niederschlag in der Gestaltung der Seeufer: das Nordufer mit seinen Edelstahlinstallationen steht für die Fraktionen, die für die Gartenschau gestimmt hatten, das Südufer mit einem Felsenbrunnen und Wildstauden für die Grünen, die dagegen votiert hatten.
Der neue künstliche See erhielt schließlich seinen offiziellen Namen in Anlehnung an einen gleichnamigen älteren See, der in einem sumpfigen Gelände an der Prag gelegen hatte, und wo die „Stuttgarter ihre Blutegel – gegen Herzinfarkt und sonstige Gebrechen – geholt haben“. Der Egelsee an der Prag wiederum ist nicht zu verwechseln mit dem legendären Egelsee in der heutigen Stadtmitte von Stuttgart, der in der Sage Der Blutturm im Nesenbachtal erwähnt wird.

### Wege und Stege
Wege und Stege am Wartberg sowie an den Übergängen zum Höhenpark Killesberg und zum Leibfriedschen Garten wurden nicht nach alten Flurnamen oder anderen ortsbezogenen Kriterien benannt, sie tragen vielmehr künstliche Namen, die auf den ersten Blick befremden mögen. Statt die von der IGA-Planungsgruppe kreierten Namen zu übernehmen, entschied eine Kommission, die Wege und Stege nach Partnerstädten zu benennen. So entstanden Namen wie St.-Helens-Weg, Kairoweg, Menzel-Bourgiba-Weg, Bombaystege usw. Ein Relikt aus der Zeit vor der partnerstädtischen Namensvergabe scheint der Name der U-Bahn-Haltestelle Löwentorbrücke zu sein, wahrscheinlich hat man aus praktischen Gründen auf die Umbenennung der Haltestelle in „Bombaystege“ verzichtet.

## Konzept
Hans Dieter Bohnet legte der Gestaltung des Egelseegeländes folgende Überlegungen zu Grunde:
„Als Überleitung vom städtisch bebauten Teil über technisch geprägte Brückenbauwerke zum landschaftlichen, naturnahen Bereich des Wartberges ist eine Uferseite am neu entstandenen Egelsee artifiziell angelegt.
Als wichtige Station auf dem langen Weg vom Schloßplatz über den Rosenstein zum Killesberg erfährt dieser Bereich eine gestalterische Verdichtung, bei der bildhauerische Elemente in die Landschaftsarchitektur integriert sind.
Einfache Bodenskulpturen wie die streng gebaute Rasenpyramide, der weicher geformte Rasenhügel und die ausklingenden Rasenwellen gliedern die durchgehend befestigte Rasenfläche.
Zwei Sichtachsen sind für den Gestaltungsbereich bestimmend: eine in Fortsetzung der Brückenlängsachse über Bastion und Wasser-Insel, die andere von der Quelle im Linden-Hain – als Spur im Uferweg sichtbar markiert – bis zum Schnittpunkt der Achsen, in dem das sich langsam drehende Kugelobjekt als Schluß-Akzent erscheint.
In alle Teile ist Wasser in unterschiedlichster Art einbezogen. Dem formlosen Material Wasser wird Form gegeben durch die Wasserspiele. Sie treten als raumgrafische Ergänzung und Belebung in einem bestimmten Zeitraum und in wiederkehrendem Rhythmus in Erscheinung.
Wechselnde Konstellationen, Aktions- und Bewegungsabläufe vom Dialog bis zum Chaos sollen sichtbar gemacht werden.“